# Papenburg

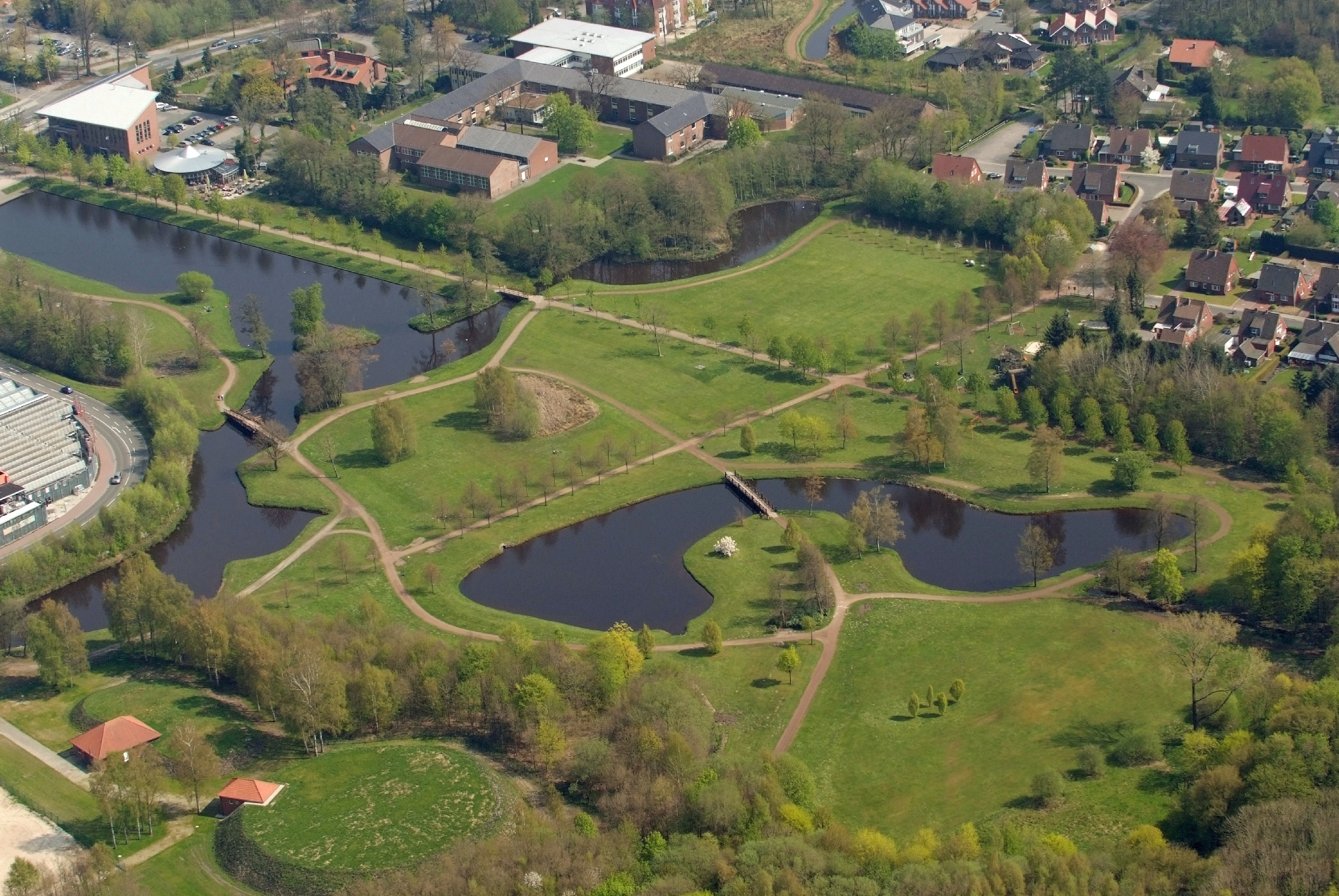
Stadtpark (Luftbild 2013)

Papenburg ist eine Stadt, eine selbständige Gemeinde und ein Mittelzentrum an der Ems im Landkreis Emsland in Niedersachsen. Papenburg ist mit 37.206 (36.770 lt. Zensus 2022) Einwohnern nach Lingen und knapp vor der Kreisstadt Meppen die zweitgrößte Stadt des Landkreises. Papenburg liegt nahe der niederländischen Grenze.

## Geografie

### Geografische Lage
Die Stadt Papenburg ist die nördlichste Stadt des Landkreises Emsland, unmittelbar angrenzend an den ostfriesischen Landkreis Leer. Die Stadt hat eine Länge von 11,5 Kilometer und erstreckt sich 15,5 Kilometer in die Breite. Sie befindet sich rund 13 Kilometer südlich der Stadt Weener und 38 Kilometer nördlich der Stadt Haren. Von Papenburg bis zur westlich gelegenen niederländischen Grenze sind es ca. 15 Kilometer. Im Süden der Stadt verläuft der Küstenkanal. Im Westen der Stadt verlaufen der Dortmund-Ems-Kanal sowie die Ems, die bis Herbrum weitgehend den Gezeiten unterliegt und Papenburg zur südlichsten Seehafenstadt Deutschlands macht. Ein- bis zweimal jährlich wird die Ems mit Hilfe des Sperrwerks in Gandersum aufgestaut, sodass die Meyer Werft Hochseeschiffe in die Nordsee überführen kann.

### Nachbargemeinden
Papenburg grenzt an acht Gemeinden und Städte. Im Norden grenzt Papenburg an die Gemeinden Westoverledingen und Rhauderfehn sowie die Stadt Weener, jeweils im Landkreis Leer. Im Westen grenzt sie an die Gemeinde Rhede, im Süden an die Gemeinden Heede, Lehe und Neulehe in der Samtgemeinde Dörpen. Im Osten grenzt Papenburg an die Gemeinde Surwold in der Samtgemeinde Nordhümmling.

### Stadtgliederung
Papenburg ist gegliedert in sieben Stadtteile. Seit der Gemeindereform 1973 sind die frühere Stadt Aschendorf (1) sowie die Gemeinden Herbrum (2), Tunxdorf (3), Nenndorf (4) und Bokel (5) der Stadt Papenburg angegliedert, deren Kernstadt in Untenende (6) und Obenende (7) unterteilt ist.
1. Aschendorf: Die frühere Stadt Aschendorf ist einer der ältesten Orte in Niedersachsen.
2. Herbrum: Herbrum wird hauptsächlich landwirtschaftlich genutzt und liegt an der Ems.
3. Tunxdorf: Tunxdorf liegt in einer Flussschlinge der Ems.
4. Nenndorf: Nenndorf liegt nah an der Natur zwischen Tunxdorf und Bokel.
5. Bokel: Bokel wächst als Wohngebiet, dient aber vor allem der Landwirtschaft.
6. Untenende: Das Untenende bildet das Zentrum der Stadt, hier befinden sich fast alle wichtigen öffentlichen Einrichtungen, die meisten Einkaufsmöglichkeiten und kulturellen Angebote.
7. Obenende: Das Obenende ist vorwiegend ein großes Wohngebiet und bietet Historisches der Kanalstadt.

Seit der Baudock- und Werksgeländeerweiterung der Meyer Werft und der Verlegung des Autobahnzubringers etwa 2002–2008 zählt das ehemals Bokeler Gebiet nun zum Untenende. Davor waren auch Oben- und Untenende keine offiziellen Ortsteile und in Karten nicht durch eine Grenze gekennzeichnet.

### Kanäle

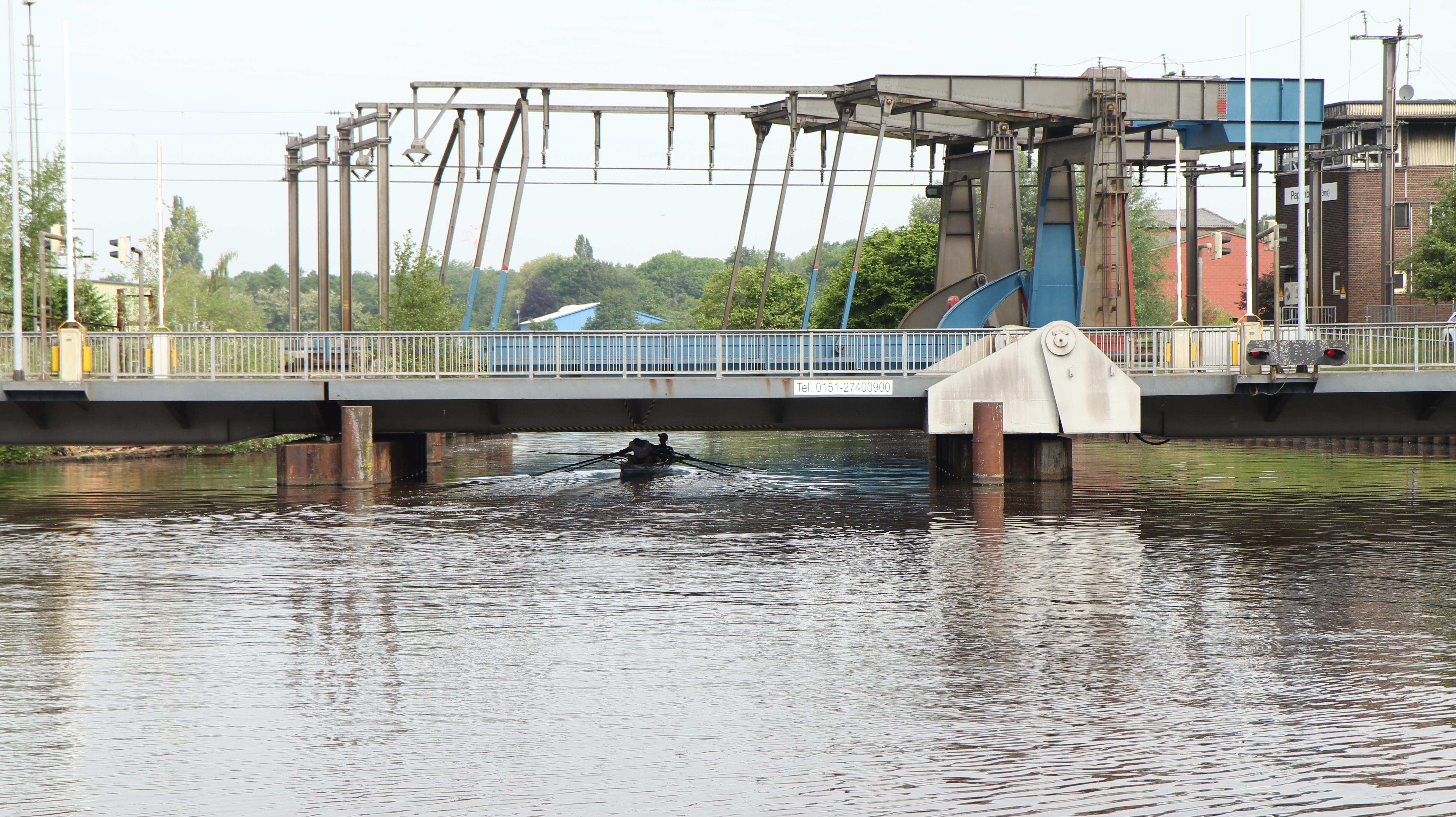
3 Klappbrücken an der Alten Werft über die Verbindung des Hauptkanal mit Hafen und dann Ems, rechts liegt der Bahnhof

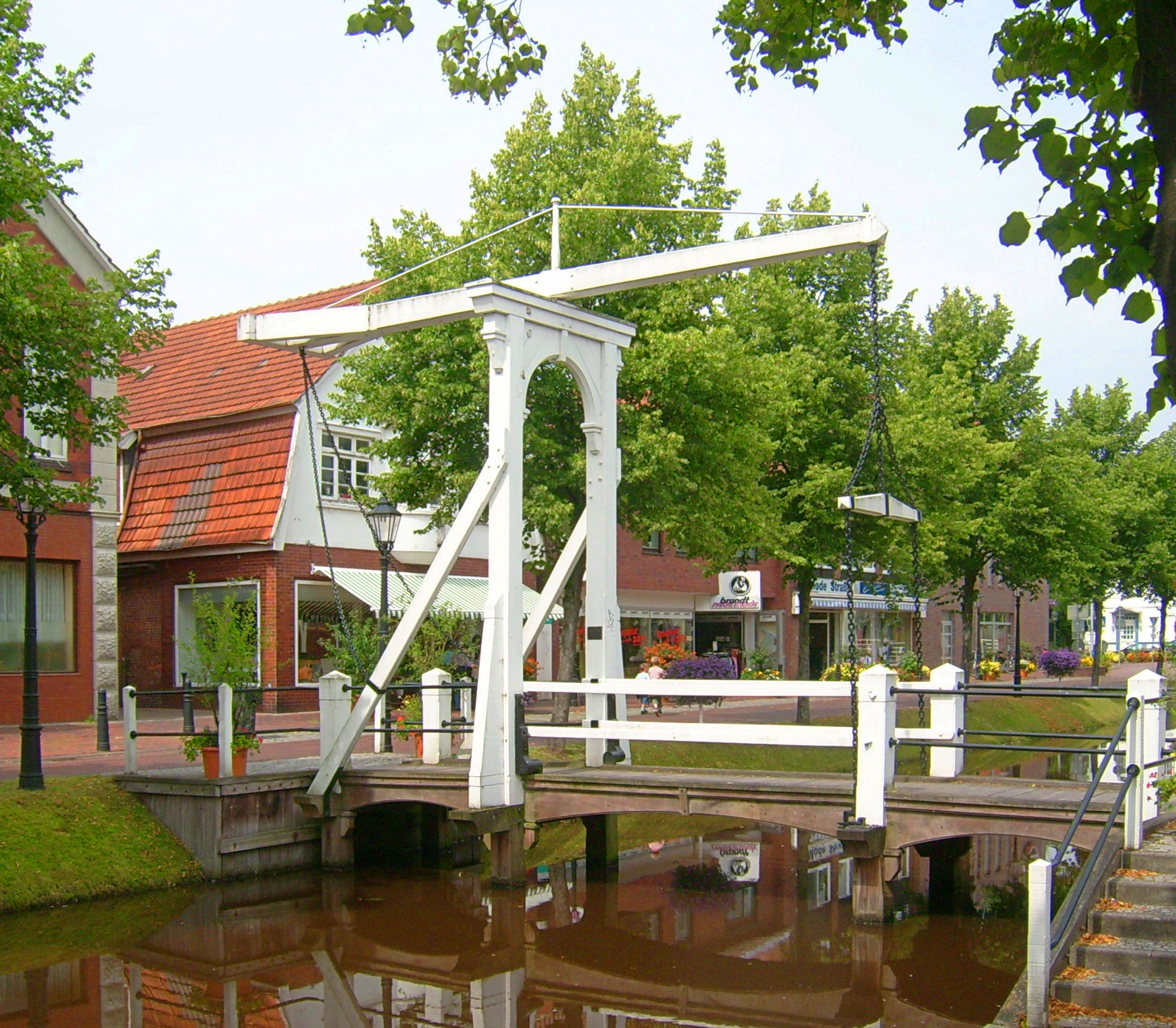
Papenburg ist aus der ältesten und längsten Fehn-Kolonie Deutschlands entstanden.

Papenburg ist Deutschlands älteste und längste Fehn-Kolonie.
Kanäle prägen das Stadtbild in Papenburg am Oben- und Untenende und waren lange Zeit die Hauptentwicklungsachsen.
Das Netz aus Kanälen reicht vom Hafen an der Ems (Untenende) bis zum Küstenkanal im Südosten (Obenende) und hat eine Gesamtlänge von ca. 40 km bei einer Längsausdehnung von ca. 14 km.
Ursprünglich wurden die Kanäle angelegt, um das Moor zu entwässern um daraufhin den Torf abbauen zu können und als Brennstoff nutzbar bzw. verkaufsfähig zu machen.
Alsbald wurden die Kanäle als effiziente Abtransportwege entdeckt, woraufhin Dutzende Holzschiffswerften entstanden, die Lastkähne bauten, welche zunächst von Menschenhand und später mehr und mehr von Pferden über die Wasserstraßen getreidelt wurden.
In einigen Kanälen liegen, fest verankert, Nachbauten alter Schiffe – vom einfachen Kahn bis zur großen Brigg –, die an diese Zeit erinnern.
Die zu den Kanälen meist beidseitig parallel verlaufenden Straßen heißen etwa „Erste Wiek links“ oder „Umländerwiek rechts“, wobei „links“ und „rechts“ vom damaligen
Standort der Papenborg gesehen wird – dem Ursprung der Stadt Papenburg am Nordwestende des Untenendes, dem heutigen „alten“ Hafen. Das Wort Wiek bedeutet so viel wie „Weiche“ im Sinne von Abbiegung oder Abzweigung. Einige ehemalige Kanäle, wie etwa der „Osterkanal“ oder der „Gasthauskanal“, sind noch am Straßennamen zu erkennen.

### Klima
Das Klima in Papenburg wird durch die mitteleuropäische Westwindzone geprägt. Nach der Klimaklassifikation von Köppen befindet sich Papenburg in der Einteilung C (Warm-Gemäßigtes Klima). Das durchschnittliche Jahrestemperaturmittel liegt bei 8,7 °C. Die wärmsten Monate sind Juli und August mit einem Monatstemperaturmittel von mehr als 16 °C. Der kälteste Monat ist der Januar mit 1,2 °C im Durchschnitt. Die Niederschlagsmenge innerhalb eines Jahres liegt in Papenburg bei 757 mm. Der regenreichste Monat ist der November mit 77 mm, der regenärmste Monat ist der Februar mit 41 mm.
Im Jahr scheint in Papenburg die Sonne insgesamt 1372 Stunden. Die größte Chance auf Sonne bieten der Mai, der Juli und der August. In diesen Monaten gibt es 186 Stunden Sonnenschein. Im Januar und im Dezember hingegen scheint die Sonne nur jeweils 31 Stunden.
|                        | Jan | Feb | Mär | Apr | Mai  | Jun  | Jul | Aug  | Sep  | Okt | Nov | Dez |   |      |
| Mittl. Temperatur (°C) | 1,2 | 1,6 | 4,3 | 7,3 | 11,7 | 14,7 | 16  | 16,3 | 13,6 | 10  | 5,4 | 2,6 | ⌀ | 8,8  |
| Mittl. Tagesmax. (°C)  | 4   | 5   | 8   | 12  | 17   | 20   | 21  | 21   | 17   | 14  | 8   | 5   | ⌀ | 12,7 |
| Mittl. Tagesmin. (°C)  | −2  | −1  | 2   | 3   | 6    | 9    | 11  | 11   | 9    | 6   | 2   | 1   | ⌀ | 4,8  |
|                        |     |     |     |     |      |      |     |      |      |     |     |     |   |      |
| Niederschlag (mm)      | 62  | 41  | 55  | 46  | 55   | 70   | 80  | 69   | 66   | 67  | 77  | 69  | Σ | 757  |
|                        |     |     |     |     |      |      |     |      |      |     |     |     |   |      |
| Sonnenstunden (h/d)    | 1   | 2   | 3   | 5   | 6    | 5    | 6   | 6    | 4    | 3   | 3   | 1   | ⌀ | 3,8  |
|                        |     |     |     |     |      |      |     |      |      |     |     |     |   |      |
| Regentage (d)          | 13  | 9   | 12  | 10  | 11   | 11   | 11  | 11   | 11   | 11  | 14  | 14  | Σ | 138  |

| −2 |

| −1 |

| 2 |

| 3 |

| 6 |

| 9 |

| 11 |

| 11 |

| 9 |

| 6 |

| 2 |

| 1 |

| −2 |

| −1 |

| 2 |

| 3 |

| 6 |

| 9 |

| 11 |

| 11 |

| 9 |

| 6 |

| 2 |

| 1 |

## Geschichte
Dieser Abschnitt beschreibt die Entstehung Papenburgs als Kanalstadt ausgehend vom Untenende. Der heutige Stadtteil Aschendorf ist älter und darüber hinaus einer der ältesten Orte Niedersachsens.

### Vorgeschichte

Die Papenborch

Um das Jahr 1250 ließ der Bischof von Münster die Wasserburg „Papenborch“ errichten, der Name der Stadt geht auf diese zurück. Sie befand sich auf dem heutigen Gelände des Forums Alte Werft. Die Papenborch diente den Bischöfen von Münster als Reiseunterkunft auf ihrem Weg nach Ostfriesland. Damit hatte die Papenborch die Verpflichtung eines „offenen Hauses“ (apen hus), musste also jederzeit in der Lage sein, Gäste aufzunehmen. Daher war es nötig, die Burg ständig zu bewohnen und instand zu halten. Dies war nur möglich, indem die Papenborch als Lehen an einen Adeligen übergeben wurde.
Bischof Johann von Münster belehnte am 16. Mai 1458 Hayo von Haren (genannt: von der Papenborch), Propst zu Leer, mit der Papenborch. Der darüber ausgestellte Lehnrevers enthält die älteste überprüfbare urkundliche Erwähnung Papenburgs.
1460 überfielen Rolf und Engelbert von Langen die Burg und brachten sie in ihren Besitz. Sie wollten damit ihre Entschädigungsforderungen gegenüber der Stadt Münster deutlich machen, in deren Dienste sie standen. Bischof Johann von Münster beschlagnahmte daraufhin die Güter der von Langens und befreite mit seinen Truppen die Papenborch. Sie wurde anschließend wieder Hayo von Haren übertragen.
Am 6. November 1484 beerbte Hayos Sohn, Alrick von der Papenburg, seinen Vater. Bischof Heinrich III von Münster belehnte ihn mit der Burg und dem halben Hof zu Lehe. Alrick verstarb bereits 1485 oder 1486, sodass die Papenburg in den Besitz seiner beiden Schwestern Adde und Awe überging. Ihre Männer, Ludeke Hake und Winrich von Brahe wurden am 29. November 1486 mit der Burg belehnt. Nach Hakes Tod ging das Lehen am 20. November 1489 in den alleinigen Besitz von Winrich von Brahe über.
Zu dieser Zeit wagte der Bischof von Münster immer wieder Einfälle nach Ostfriesland. Die anschließenden Verteidigungskämpfe der Ostfriesen fanden häufig auf dem Gebiet der Papenburg statt. Daher kam es immer wieder zu Verlusten von Kühen und anderen Nutztieren.
Schon vor dem Tod Winrich von Brahes ging die Burg 1509 in den Besitz seines Sohnes Winrich und seines Schwiegersohns Eggert von Nagel über. Von dem Zeitpunkt an war die Burg 59 Jahre im Besitz zweier Familien. Die Nagel verkauften ihren Anteil an der Papenburg an Klaus Hatte, der 1521 belehnt wurde. Sein Anteil ging nach seinem Tod 1534 an seine Witwe Wibbeke über. Sie vermachte den Besitz ihrem zweiten Ehemann Series von Langen (genannt: Kreyenribbe), der 1555 von Wilhelm von Münster belehnt wurde. Brahes Anteil ging nach seinem Tod an seine Schwester Heilke und seinen Schwager Eggert von Nagel. Diese vermachten ihren Anteil ihrem Schwiegersohn Christian von Plettenberg. Plettenberg vermachte nach seinem Tod den Anteil seinem Sohn Nagel von Plettenberg. Dieser kaufte 1568 den zweiten Teil der Burg von Series von Langen, sodass die Burg wieder im Besitz einer einzigen Person war.
Plettenberg vermachte die Burg seinem Sohn Christian Viktor, der jedoch bereits 1614 verstarb. Statt seiner minderjährigen Tochter Sybille wurde zunächst der Vormund Arnold von Schwenke mit der Burg belehnt. Nachdem Sybille die Burg erhalten hatte, vermachte sie den Besitz ihrem zweiten Ehemann Friedrich Freiherr von Schwarzenberg im Jahr 1620. Aufgrund der Folgen des Dreißigjährigen Krieges war die Burg in schlechtem Zustand. Nach einer damaligen Beschreibung bestand sie aus einem verfallenen Turm mit starken Mauern, der unterkellert und von einer doppelten Gräfte umgeben war. Schwarzenberg wollte die Burg verkaufen, da er die Instandhaltungskosten nicht mehr bewältigen konnte. Der Drost des Emslandes Dietrich von Velen bewarb sich um das Lehen. Er wollte das Moor kolonialisieren und eine Fehnkolonie nach holländischem Vorbild zu errichten. Dazu erstellte er einen Vorschlag, wie er das Gebiet um die Papenborch urbar machen könnte. In diesem Schriftstück werden Regelungen zur Entwässerung des Moores, Grenzen, Recht, Landaufteilung, Schutz, Abgaben und Zölle festgelegt. Er orientierte sich dabei stark an die Fehnkolonie Wildervank, die er mit Hilfe von Beratern auskundschaftete. Velen reichte den Vorschlag an Bischof Ferdinand von Münster. Am 2. Dezember 1630 kaufte der Drost das Lehngut für 1.500 Reichstaler.

### 17. Jahrhundert
Gründungsjahre (1631–1657)

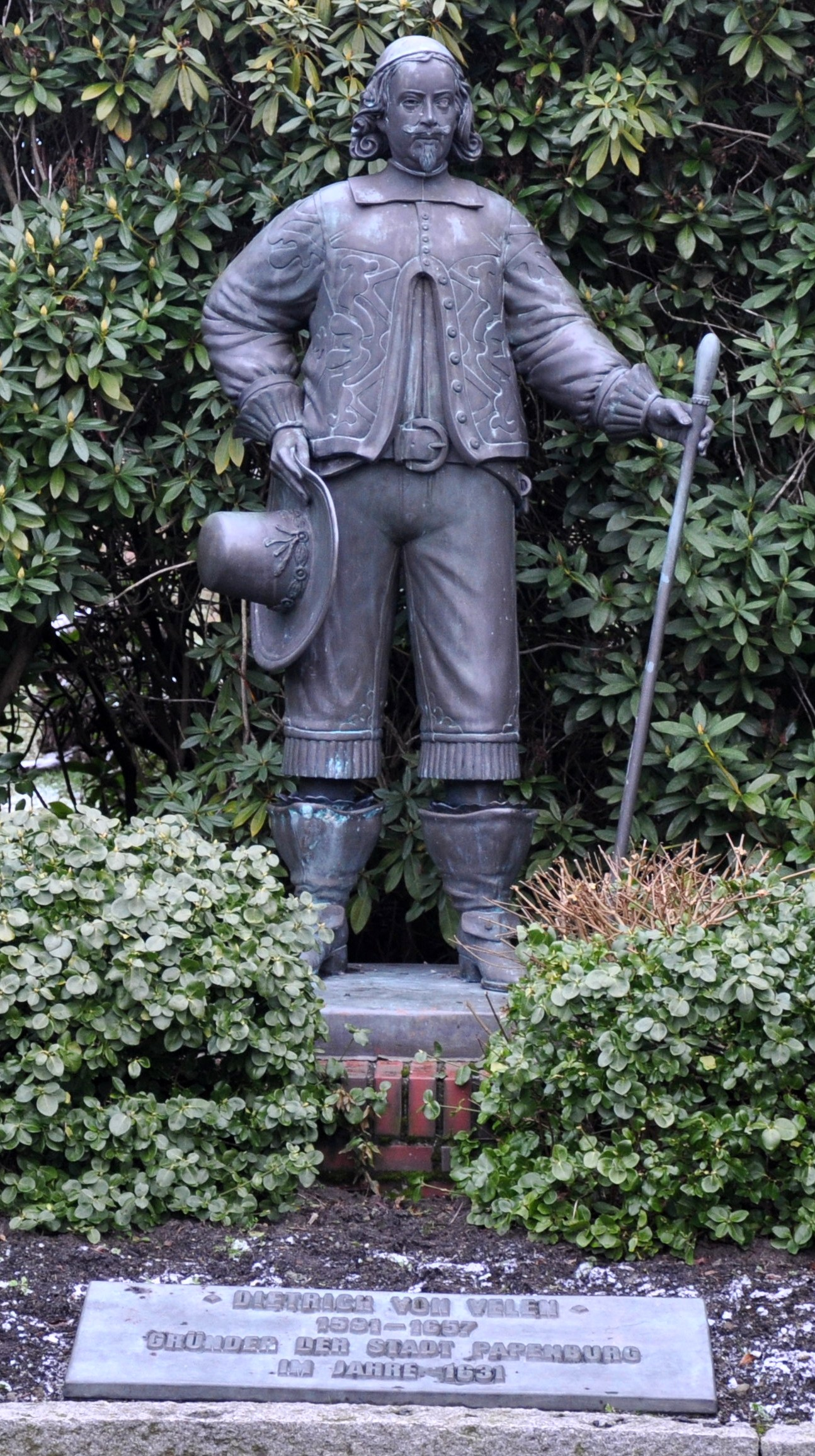
Am Eingang der Dietrich-von-Velen-Anlage erinnert eine Statue an den Stadtgründer von Velen

Bischof Ferdinand von Münster belehnte seinen Drosten Dietrich von Velen und dessen Nachkommen mit Burg und Gut Papenborch im April 1631 (die Quellen unterscheiden sich in der Angabe des Tages). Dieses Jahr gilt im Allgemeinen als Gründungsjahr der späteren Stadt Papenburg. Zudem wurde von Velen die Civil- und Criminal-Jurisdiction erteilt. Er erhielt damit die Befugnisse eines Richters.
Velen plante, Papenburg durch einen Kanal mit der Ems zu verbinden. Dazu musste von der Papenburger Grenze am Hampoel bis zur Ems Land von der Gemeinde Bokel erworben werden.
Am 1. Mai 1631 wurde von Richter Georg Möwe in Aschendorf ein Vertrag zwischen von Velen und den Bauern der Bokel-Höfe geschlossen. In diesem Vertrag wurde festgelegt, dass auf dem Grund der Bauern ein Kanal zur Ems errichtet werden sollte. Der Kanal diente der Entwässerung des Moores und stellte gleichzeitig einen neuen Transportweg für Torfschiffe zur Ems bereit. Dafür verpflichtete sich der Drost, das Land der Bauern zu entwässern sowie die Unterhaltung des Tiefes und des Siels im Emsdeich zu gewährleisten. Außerdem war es den Bauern gestattet, den Kanal zu nutzen. Mit dem Bau des Kanals wurde Jan zum Poel (Poeljan) für ein Entgelt von 70 Talern beauftragt.
Bereits 1633 musste der Kanalbau auf Grund des Dreißigjährigen Krieges unterbrochen werden. Als die Schweden unter König Gustav II. Adolf in Norddeutschland einfielen, flüchtete von Velen auf die Sparrenburg, wo er später festgenommen wurde. Erst 1638 wurde er von seinem Vetter Alexander von Velen befreit. Dietrich von Velen kümmerte sich sofort nach seiner Befreiung wieder um die Kolonialisierung des Moors rund um Papenburg. So konnte 1639 der Kanal fertiggestellt werden. Außerdem siedelten sich 1639 die ersten drei Heuerleute an. Es waren Johann Lambers Veen, N. Hermann Hoff sowie Bernhard Schiffer. Zusammen mit sieben anderen Siedlern, die sich bis 1657 nachweisen lassen, gelten sie als Papenburgs Patriarchen.
Das durch die Moorentwässerung gewonnene Land wurde in Plaatzen unterteilt und an die Kolonisten, mit einer Erbpacht ausgestattet, ausgegeben. Eine Plaatze war 462 Meter lang und 83,16 Meter breit. Entlang des Hauptkanals bauten die ersten Siedler ihre Häuser. Ihre Plaatzen waren an parallel zum Kanal verlaufende Straßen angeschlossen. In vielen Teilen Papenburgs ist dieser Aufbau noch heute vorhanden und prägend für das Stadtbild.
Da die Grenzen Papenburgs nie endgültig geklärt wurden, kam es besonders mit den Ostfriesen häufig zu Grenzstreitigkeiten. Während man mit der Gemeinde Bokel am 25. April 1640 und mit Aschendorf am 11. Januar 1646 den Grenzverlauf vertraglich festlegte, konnte man sich mit den Ostfriesen bis ins 18. Jahrhundert nicht einigen. Da die Papenburg genau auf der Grenze zwischen dem Emsland und Ostfriesland lag, erhoben sowohl die Ostfriesen als auch das Hochstift Münster Anspruch auf dieses Gebiet. Der Großteil der Burg und das umliegende Land befanden sich im Emsland. Dieses wurde um 1250 von Sophie von Ravensburg an Fürstbischof Otto II. von Münster für 40.000 Silbermark verkauft. Damit gehörte das Gebiet um die Papenburg rechtmäßig dem Bistum Münster. 1651 führte man mit der Gemeinde Völlen Grenzvermessungen durch. Jedoch konnte dies die ständigen Grenzübergriffe nicht stoppen. Immer wieder kam es zur Zerstörung von Häusern und Verlaaten oder zur Besetzung von Mühlen. Erst unter der Herrschaft der Preußen in Ostfriesland (ab 1744) schwächten sich die Streitigkeiten langsam ab.
Bereits 1642 ließ von Velen ein neues Herrenhaus – das Haus Papenburg – errichten. Er baute dies einige Meter von der Papenburg entfernt, um weitere Grenzstreitigkeiten mit den Ostfriesen zu vermeiden. Das Haus Papenburg wurde 1648 fertiggestellt und kostete den Drosten 3000 Gulden. 1682 wurde es zusätzlich mit einer Gräfte umzogen. Das neue Herrenhaus bildete den Mittelpunkt der Siedlung. Um das Haus Papenburg wurden eine Ziegelei und ein Kalkofen errichtet. Außerdem wurde der Kanal vom Siel bis zur Papenburg erweitert.
Am 7. Februar 1657 wurde Papenburg vom Fürstbischof von Münster, Christoph Bernhard von Galen, der Status einer Herrlichkeit zugesprochen. Somit erhielt der Drost die Abgaben für den Warenumsatz in Papenburg und alle Hoheitsrechte. Besonders günstig für die Anwerbung neuer Siedler war es, dass diese keine Steuern zu zahlen hatten. Außerdem durfte eine Windmühle in Papenburg errichtet werden. Zudem wurden die Grenzen der Herrlichkeit neu festgelegt. Der Drost verpflichtete sich dafür zur Lehnstreue und musste die Lehren der römisch-katholischen Kirche in Papenburg verbreiten. Velen ließ noch im selben Jahr auf dem Platz des Herrenhauses ein Gerichtsgebäude errichten. Am 10. September oder am 14. Dezember 1657 verstarb der Gründer Papenburgs Dietrich von Velen.
Besiedlung Papenburgs unter Mathias von Velen (1657–1700)

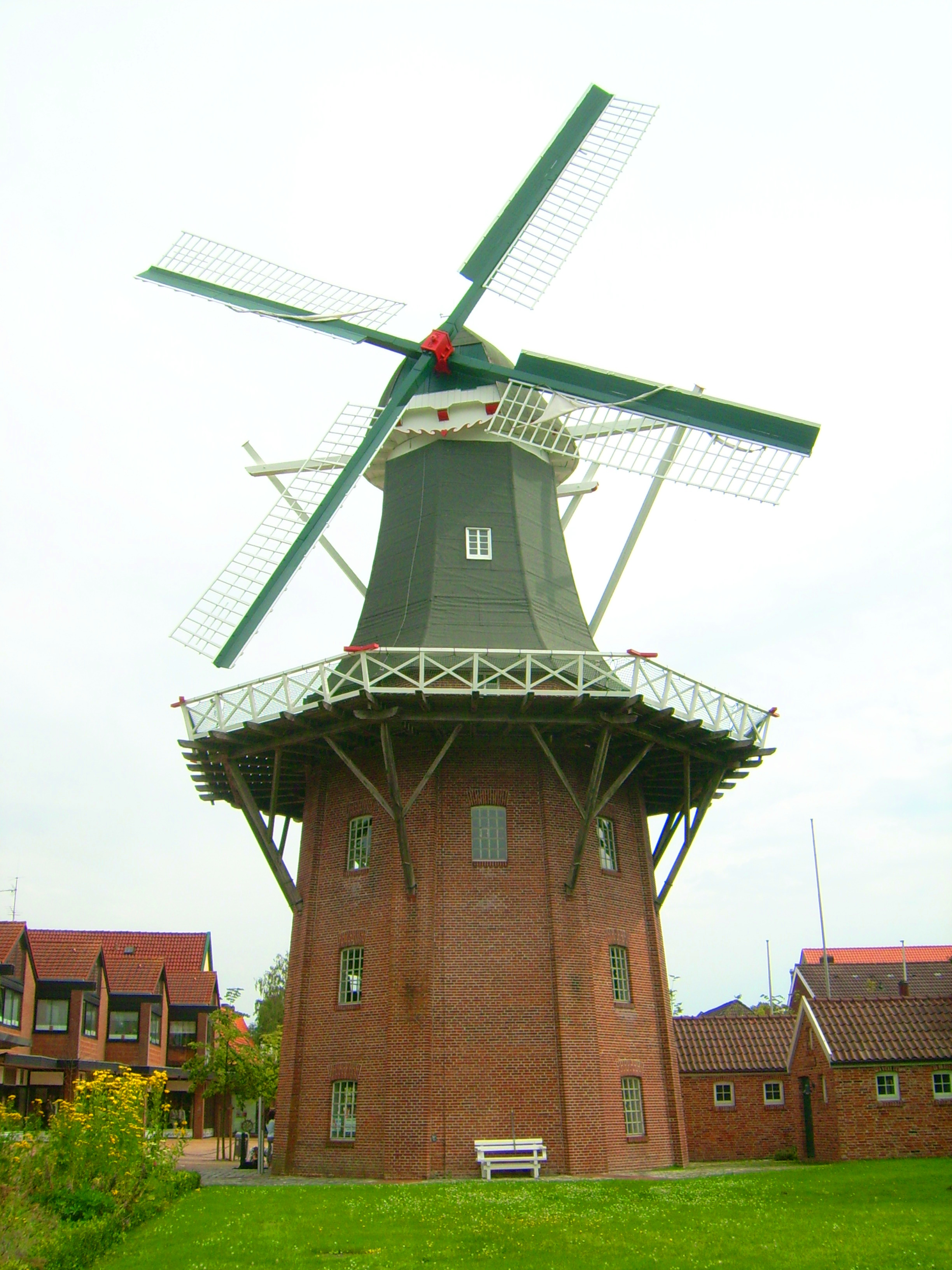
Meyers Mühle am Hauptkanal

Dietrich von Velen wurde von seinem Sohn Mathias beerbt, der am 28. Oktober 1658 mit der Herrlichkeit Papenburg belehnt wurde. Aufgrund des Dreißigjährigen Krieges kamen kaum neue Kolonisten nach Papenburg. 1661 existierten lediglich 15 Wohnungen in der Fehnkolonie. Daher veranlasste von Velen am 22. Januar 1661 die Veröffentlichung eines Plakates im Emsland, in Ostfriesland und in der Provinz Groningen, auf dem mit günstigen Siedlungsbedingungen geworben wurde. Außerdem wurden darauf die Rechte und Pflichten der Kolonisten neu festgelegt, um die Siedlungsbedingungen weiter zu verbessern. Das Plakat gilt daher als eine Art Verfassungsurkunde der Stadt. Unter anderem wurde den Kolonisten versprochen, die Zeitpacht für die Plaatzen nach 5–20 Jahren in eine Erbpacht umzuwandeln. Die Werbung um neue Siedler erwies sich als erfolgreich. Besonders aus der emsländischen Nachbarschaft, aber auch aus Ostfriesland und Groningen, kamen neue Kolonisten nach Papenburg.
1662 wurde mit dem Bau der Holländerwindmühle Meyers Mühle das Privileg genutzt, eine Windmühle in Papenburg zu errichten.
Seit dem Jahr 1669 wurden die Kolonisten oder Heuerleute erstmals als Siedler bezeichnet. Dies deutet darauf hin, dass die Zeitpacht wie versprochen in eine Erbpacht umgewandelt wurde und die Plaatzen in den Besitz der Siedler übergingen. Währenddessen wurde der Bau des Hauptkanals weiter vorangetrieben. Er wurde entlang eines natürlichen Wasserlaufs, den Papenborger Rinnen, gegraben. Am Vosseberg hinderten große Sandmassen die Siedler am Weiterbau. Der Kanal wurde in anderer Richtung weitergebaut, sodass eine Wiek (Abbiegung) entstand. Das Gebiet entlang des neuen Kanals war 1688 besiedlungsfähig.
1666 wütete die Pest in Papenburg. Aufgrund der vielen Todesfälle wurde im Herbst der erste Friedhof in Papenburg errichtet. Außerdem wurde 1674 ein Galgen aufgestellt. Der ehemalige Siedler und Kammerdiener von Velens, Heinrich Hölscher, vermachte Papenburg sein Haus und einen beträchtlichen Geldbetrag für den Bau einer Kirche. Sein Haus wurde als Pfarrhaus genutzt. Mit dem Bau der Kirche wurde 1674 begonnen; sie wurde drei Jahre später (1677) fertiggestellt. Am 7. Dezember 1680 wurde die Kirche von Fürstbischof Ferdinand II., mit dem heiligen Antonius als Schutzpatron, geweiht. Erster Pfarrer wurde Ludger Böhmer.

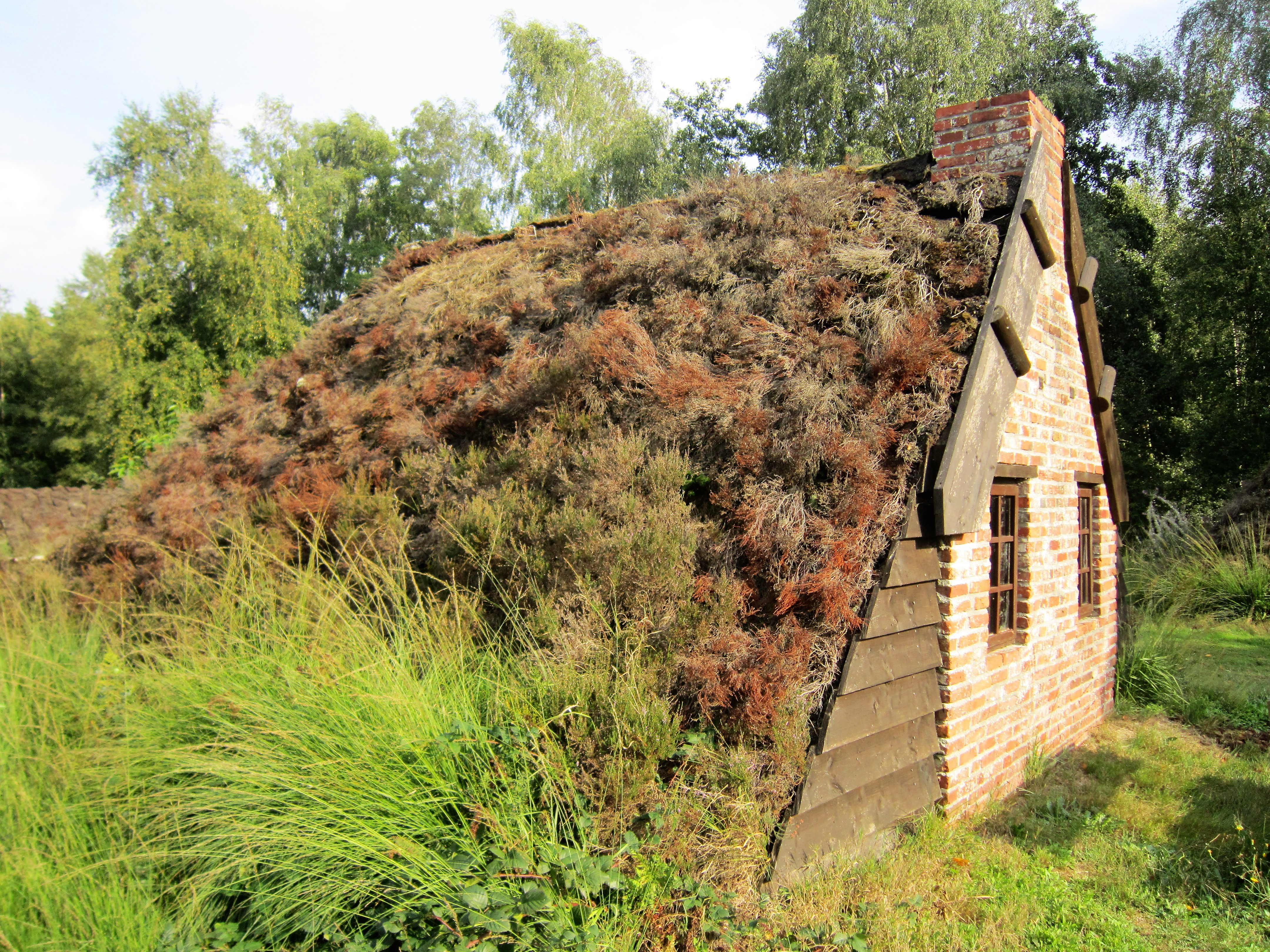
Wohnstätte der ersten Kolonisten, rekonstruiert in der Von-Velen-Anlage

1683/84 wurde mit dem Bau des ersten Verlaates oberhalb der St.-Antonius-Kirche begonnen. 1688 fand mit dem Augustmarkt das erste Volksfest in Papenburg statt.
Nach dem Tod Mathias von Velens 1700 wurde sein Sohn Christoph Alexander am 17. Juli 1700 mit der Herrlichkeit Papenburg belehnt. Unter ihm begann die Schifffahrt in Papenburg. Erste, in Ostfriesland gekaufte Torfschiffe (Mutten) fuhren auf den Kanälen. Durch das Papenburger Siel konnten auch Schiffe über die Ems nach Ostfriesland fahren, um dort den gestochenen Torf zu verkaufen.

### 18. Jahrhundert
Am 13. Oktober 1719 verhängte der ostfriesische Fürst ein Handelsverbot für Torf aus Papenburg.
Die Jahre 1725 bis 1727 waren von Protesten gegen zu hohe Abgaben geprägt. Die Proteste gipfelten 1727 in einem Aufstand gegen den Drosten, der jedoch von bischöflichem Militär aus Münster niedergeschlagen wurde. Zur Strafe erhöhte Anton Bernhard von Velen die zu leistenden Abgaben und Pflichten am 23. Oktober 1727 in einem Vergleich.
Währenddessen nahm der Schiffbau in Papenburg weiter an Bedeutung zu. Bereits 1744 war jeder vierte Papenburger im Schiffbau tätig. Durch den Siebenjährigen Krieg von 1756 bis 1763 wurde der Schiffbau weiter gestärkt, da die Ems eine wichtige Versorgungsstraße der Truppen war.
Nach Fertigstellung des vergrößerten Drostensiels 1771 entwickelte sich Papenburg auch zu einem bedeutenden Seeschifffahrtsstandort. Papenburger Schiffe fuhren während des Amerikanischen Unabhängigkeitskrieges unter der Flagge des Hochstifts Münster und wurden von den englischen Kaperschiffen als neutral anerkannt, während holländische und in Ostfriesland beheimatete (also preußische) Schiffe vermehrt angegriffen wurden. Als 1794 die Niederlande von französischen Truppen erobert und dort die „Batavische Republik“ ausgerufen wurde, ließen holländische Reeder und Kaufleute zum Schutz vor englischen Schiffen ihre Güter erneut auf die neutralen Papenburger Schiffe verfrachten oder ihre Schiffe als Papenburger Schiffe deklarieren. Auf den Rückfahrten aus Frankreich wurden neben Getreide und Salz vielfach in Eichenfässern gelagerte Bordeauxweine (Rotspon) mitgebracht und an die Hansestädte weiterverkauft.

### 19. Jahrhundert
1806 baten Papenburger Schiffsreeder unter Führung des Patrimonialrichters Bernhard Gottfried Bueren den Herzog von Arenberg, die Herrlichkeit aus der herzoglichen Landeshoheit in die Unabhängigkeit zu entlassen. Diesem Wunsch wurde nicht entsprochen.
Infolge der Abmachungen beim Wiener Kongress fiel Papenburg 1815 an das Königreich Hannover.
Am 17. Mai 1833 erhielt Papenburg eine neue Verfassung, die jedoch den Reformwünschen nicht entsprach, da sie dem Ort nur den Status eines Fleckens einräumte. 1841 wurde, dem Emdener Vorbild folgend, auf Initiative des 1829 gebildeten „Rhederei-Collegiums zur Beförderung der schiffahrtlichen Interessen“ auch in Papenburg eine Navigationsschule gegründet. Mitte des 19. Jahrhunderts war die Stadt der Heimathafen von 250 Hochseesegelschiffen. 24 Werften waren damals in Papenburg in Betrieb.
1856 erhielt Papenburg Anschluss an die Hannoversche Westbahn von Osnabrück nach Emden.
Am 30. März 1853 kaufte die Gemeinde für 100.000 Reichstaler der Familie von Landsberg-Velen deren grundherrliche Rechte in Papenburg ab. Damit erlosch die Herrlichkeit Papenburg. Am 1. August 1860 genehmigte das Königliche Hannoversche Innenministerium die Annahme der Städteordnung von 1858. Damit wurde Papenburg zur Stadt.

### 20. Jahrhundert
Während der Weimarer Republik war das Emsland eine Hochburg der Deutschen Zentrumspartei. Diese grenzte sich strikt von der NSDAP ab. Deren wenige Sympathisanten traten bis zur Reichstagswahl März 1933 öffentlich kaum in Erscheinung. Die Emsländer nahmen dieses Datum zunächst nicht als Zeitenwende wahr. Die Nationalsozialisten begannen allerdings unmittelbar nach den Wahlen mit der Durchsetzung ihrer Herrschaft. Am 31. März 1933 postierten sich SA-Angehörige während des „Judenboykotts“ vor jüdischen Geschäften, um Kaufwillige abzuschrecken. Die hauptamtlichen Bürgermeister tauschte das Regime durch eigene NS-Gefolgsleute aus, zunächst im Juli 1933 in Lingen. Bis zum November 1933 zwang die NSDAP auch die Bürgermeister in Meppen, Haselünne, Papenburg und Aschendorf ihre Posten zu räumen.
Am 20. Juni 1933 ordnete der preußische Innenminister Hermann Göring den Bau des KZ Börgermoor, KZ Esterwegen und KZ Neusustrum für insgesamt etwa 5000 Schutzhäftlinge an. Zur Leitung wurde am 28. Juni die „Verwaltungsdirektion der staatlichen Konzentrationslager“ in Papenburg eingerichtet. Im Juli wurde die Aufsicht der Lager der SS übertragen und als Oberlagerkommandant der SS-Standartenführer Brinkmann eingesetzt. Fortan war Papenburg bis 1945 der Sitz der Zentralverwaltung der unter der Bezeichnung Emslandlager zusammengeführten 15 Gefangenen- und Konzentrationslager.
Zwischen 1945 und 1948 war das nördliche Emsland mitsamt Papenburg Teil der polnischen Besatzungszone, das ein Sondergebiet innerhalb der britischen Besatzungszone war. Auch in Papenburg wurden viele Displaced Persons untergebracht. In der Siedlung „Splitting II“ existierte von Juni 1945 bis April 1946 sogar eine polnische Grundschule.
Im Jahr 1952 erhielt die damalige Nachbargemeinde Aschendorf (Ems) das Stadtrecht. Die Stadt Aschendorf (Ems) wurde wiederum am 1. Januar 1973 zusammen mit den Gemeinden Bokel, Herbrum, Nenndorf und Tunxdorf in die Stadt Papenburg eingemeindet. Am 1. Juli 1974 kam ein Gebiet der Nachbargemeinde Westoverledingen mit damals etwa 100 Einwohnern hinzu. Am 28. März 1990 beschloss der Niedersächsische Landtag im Gesetz zur Neugliederung der Stadt Aschendorf (sowie der Gemeinden Langförden, Vörden und Mulsum) eine Korrektur der Gemeindereform. Dieses Gesetz wurde vom Bundesverfassungsgericht am 12. Mai 1992 für nichtig und gegenstandslos erklärt.
Im Zug der Kreisreform von 1977 wurde der bisherige Landkreis Aschendorf-Hümmling und damit Papenburg in den neu gebildeten Landkreis Emsland eingegliedert. Am 1. Januar 1985 erhielt die Stadt Papenburg ihren heutigen Status als Selbständige Gemeinde.
Nachdem Pläne des Unternehmens Mercedes-Benz zum Bau einer Teststrecke in einem Moorgebiet südöstlich von Papenburg bekannt wurden, errichteten Teststreckengegner 1991 das Hüttendorf Anatopia. Nach der Räumung 1995 begann der Bau der Teststrecke, die seit 1998 unter Automotive Testing Papenburg firmiert.

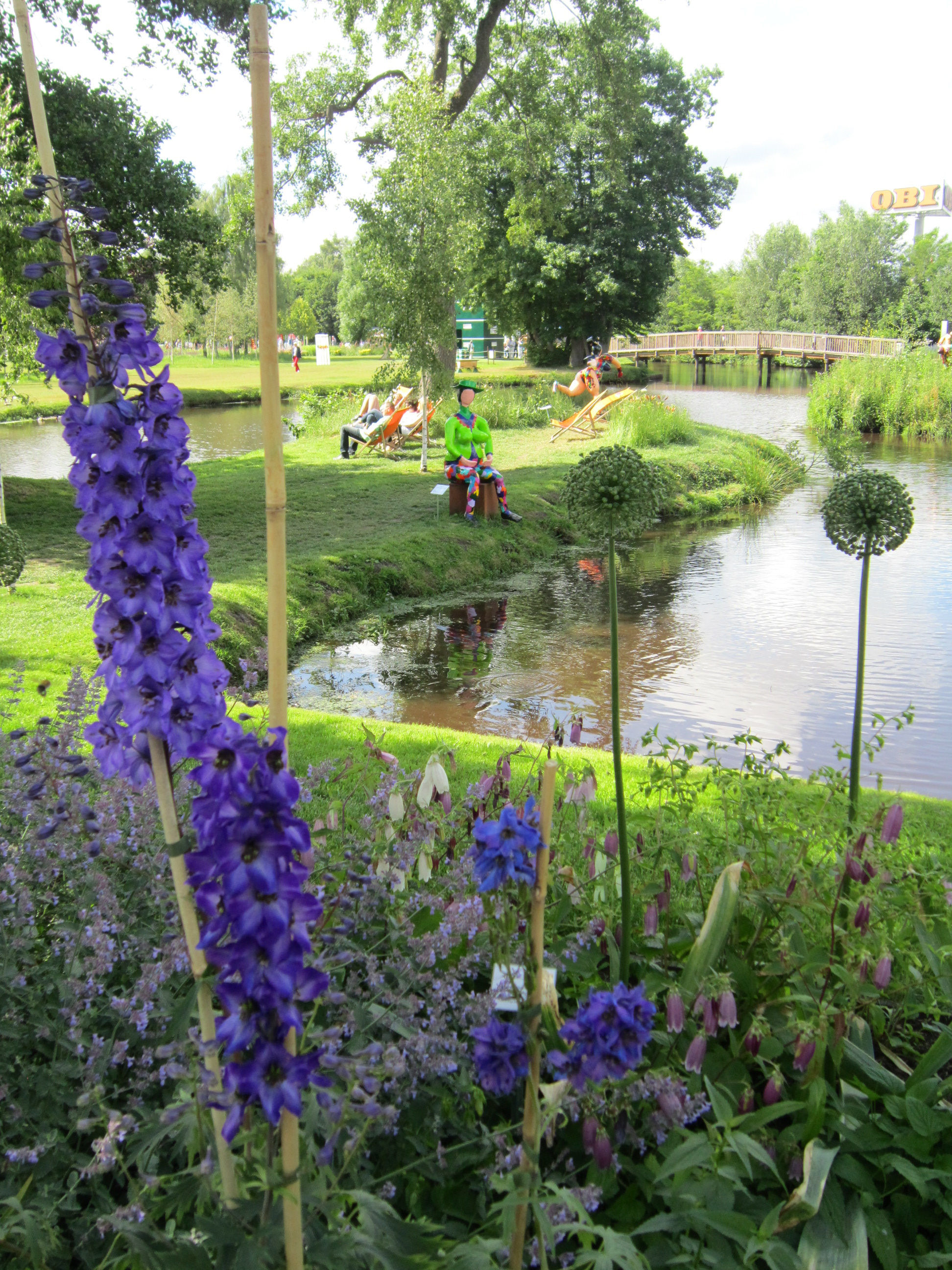
Stadtpark während der Landesgartenschau 2014

### 21. Jahrhundert
Von 2002 bis 2008 wurde das Baudock- und Werksgelände der Meyer-Werft abermals erweitert und der Autobahnzubringer verlegt. Durch die offizielle Schaffung der Ortsteile Papenburg-Untenende und Papenburg-Obenende wurde die Stadt neu gegliedert. Das Gebiet, das Meyer-Werft-Gelände und Autobahnzubringer umfasst und bislang zu Bokel gehörte, ist fortan Teil des Untenendes.
Am 16. April 2014 eröffnete der niedersächsische Ministerpräsident Stephan Weil die 5. Niedersächsische Landesgartenschau in Papenburg. Die Landesgartenschau fand auf dem Gartenschaugelände des Papenburger Stadtparks sowie in den Blumenschauen rund um das „Forum Alte Werft“ statt. Das plattdeutsche Motto der Landesgartenschau ist bunt und bliede und bedeutet so viel wie bunt und fröhlich. Die Landesgartenschau dauerte vom 16. April bis zum 19. Oktober 2014.

## Bevölkerung

### Einwohnerstatistik
Einwohnerentwicklung von 1639 bis 2018:

Einwohnerzahl ab 1974 einschließlich eingemeindeter Orte.

### Konfessionsstatistik
Am 1. Januar 2015 waren von den 36.276 Einwohnern 57,5 % römisch-katholisch, 20,2 % evangelisch und 22,3 % waren konfessionslos, gehörten einer anderen Glaubensgemeinschaft an oder machten keine Angabe. Die Anzahl der Protestanten und vor allem die der Katholiken ist seitdem gesunken. Am 1. Januar 2023 waren von den Einwohnern 48,7 % katholisch, 17,6 % evangelisch und 33,7 % waren ohne Angabe einer Religion. Dazu zählt auch die muslimische Fatih-Camii-Gemeinde mit ihrer Moschee (Mittelkanal Rechts).

## Politik
Papenburg hat den Status einer selbständigen Gemeinde.

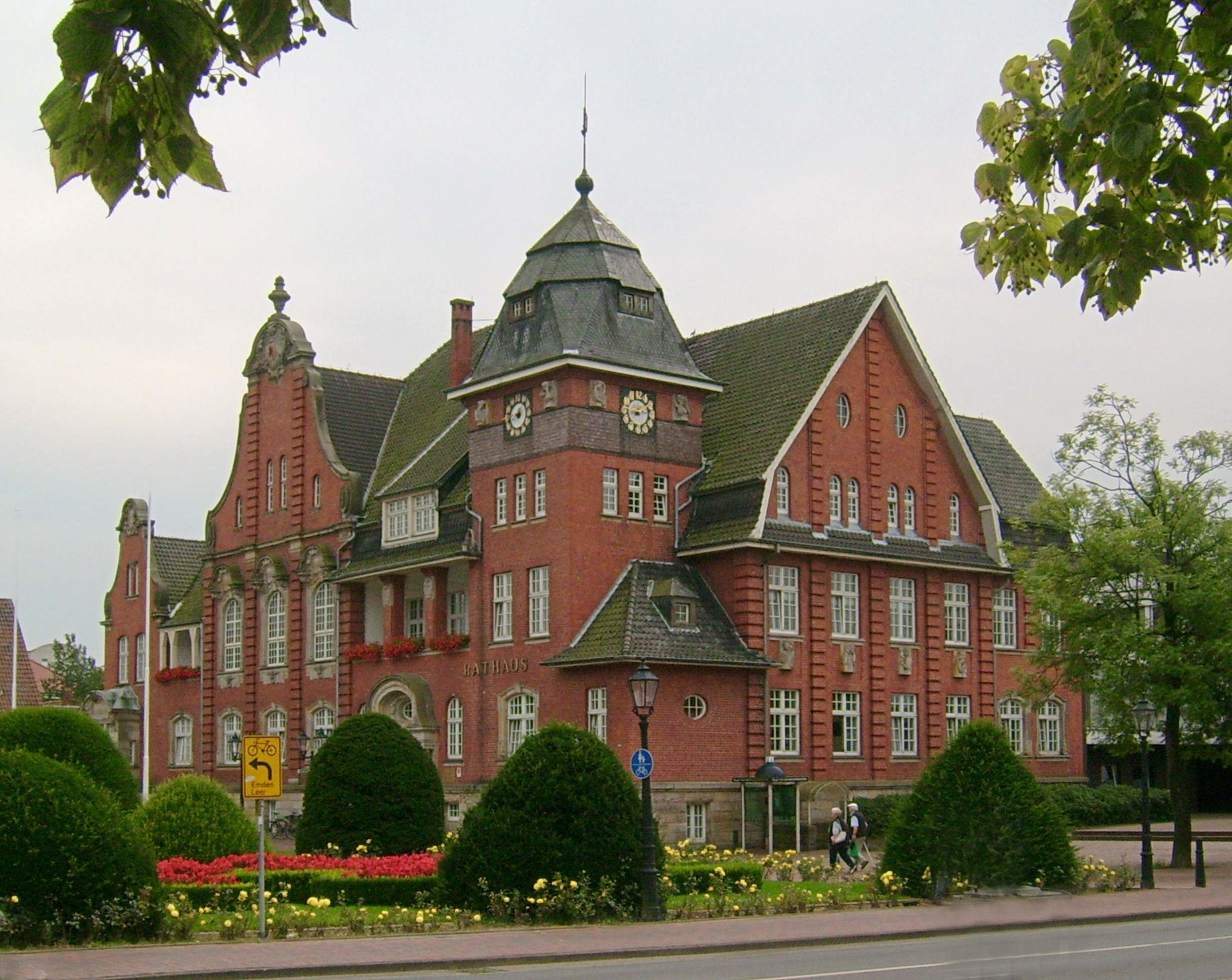
Rathaus Papenburg

### Rat
Der Rat der Stadt Papenburg besteht aus 38 Ratsmitgliedern. Dies ist die festgelegte Anzahl für eine Gemeinde mit einer Einwohnerzahl zwischen 30.001 und 40.000 Einwohnern. Die 38 Ratsmitglieder werden durch eine Kommunalwahl für jeweils fünf Jahre gewählt. Die aktuelle Amtszeit begann am 1. November 2021.
Stimmberechtigt im Rat ist außerdem die hauptamtliche Bürgermeisterin Vanessa Gattung (SPD).
Die Kommunalwahl am 12. September 2021 führte zu folgender Sitzverteilung:
| Partei                | Sitze |
| --------------------- | ----- |
| CDU                   | 14    |
| SPD                   | 11    |
| FDP                   | 3     |
| Bündnis 90/Die Grünen | 3     |
| UBF                   | 3     |
| UWG                   | 2     |
| AfD                   | 1     |
| Linke                 | 1     |

### Bürgermeister
Hauptamtliche Bürgermeisterin der Stadt Papenburg ist Vanessa Gattung (SPD). Bei der letzten Stichwahl des Bürgermeisters am 26. September 2021 wurde sie mit 62,57 % der Stimmen gewählt. Die Wahlbeteiligung lag bei 60,25 %. Am 1. November 2021 übernahm Gattung das Amt.
- Seit 2021 Vanessa Gattung (SPD)
- 2006–2021 Jan Peter Bechtluft (CDU)
- 1997–2006 Ulrich Nehe (parteilos)[54]
- 1973–1997 Heinrich Hövelmann
- 1906–1911 Carl Hettlage
- 1861–1872 Emil Russell

### Ortschaften
Die ehemalige Stadt Aschendorf bildet eine Ortschaft mit Ortsrat und Ortsbürgermeister. Die ehemaligen Gemeinden Herbrum, Nenndorf und Tunxdorf bilden je eine Ortschaft mit Ortsvorsteher.

### Vertreter im Land- und Bundestag
Papenburg ist Teil des Landtagswahlkreises Papenburg. Er umfasst neben der Stadt auch die Gemeinden Rhede (Ems) und die Samtgemeinden Dörpen, Lathen, Nordhümmling, Sögel und Werlte. Zur Landtagswahl in Niedersachsen 2013 traten fünf Direktkandidaten an. Direkt gewählter Abgeordneter ist Bernd Busemann (CDU). Der Wahlkreis trug die Wahlkreisnummer 82.
Die Stadt gehört zum Bundestagswahlkreis Unterems (Wahlkreis 25), der aus dem Landkreis Leer und dem nördlichen Teil des Landkreises Emsland besteht. Der Wahlkreis wurde zur Bundestagswahl 1980 neu zugeschnitten und ist seitdem unverändert. Bislang setzten sich in diesem Wahlkreis als Direktkandidaten ausschließlich Vertreter der CDU durch. Bei der Bundestagswahl 2021 wurde die CDU-Abgeordneten Gitta Connemann aus Leer direkt wiedergewählt. Über Listenplätze der Parteien zogen Anja Troff-Schaffarzyk (SPD) und Julian Pahlke (Grüne) aus dem Wahlkreis in den Bundestag ein.

### Wappen und Flagge

Flagge der Stadt Papenburg

| Wappen von Papenburg | Blasonierung: „Das Wappen zeigt einen von links nach rechts steigenden schwarzen, gekrönten Löwen im roten Feld.“                                                        |
| Wappen von Papenburg | Die Farben der Stadt (siehe Tingierung) sind Gelb bzw. Gold, Rot und Blau. Die Stadtfahne hat drei waagerechte Streifen in diesen Farben und zeigt zentriert das Wappen. |

### Städtepartnerschaften
Papenburg unterhält Städtepartnerschaften mit zwei Kommunen. Seit dem 10. September 1988 ist Papenburg mit der französischen Stadt Rochefort städtepartnerschaftlich verbunden. Eine weitere Partnerschaft wurde am 14. Oktober 1995 mit der Landgemeinde Pogranitschny (früher Hermsdorf) in Russland beschlossen. Neben diesen offiziellen Städtepartnerschaften bestehen Kontakte zur niederländischen Gemeinde Stadskanaal, zur spanischen Stadt Torrelavega sowie eine Freundschaft zur polnischen Großstadt Ruda Śląska.

## Kultur und Sehenswürdigkeiten

### Theater und Musik
- In Papenburg werden Theateraufführungen und andere Kulturveranstaltungen zumeist von Papenburg Kultur umgesetzt. Theater und Kleinkunst, Vorträge und Kunstausstellungen, klassische wie zeitgenössische Konzerte (z. B. Jazz) und sonstige Veranstaltungen finden in der Stadthalle, dem Theater und der Aula des staatlichen Gymnasiums statt. Die Stadt ist fester Spielort der Landesbühne Niedersachsen Nord.
- Industriearchitektur bestimmt das Forum Alte Werft. Nach dem Umzug der Meyer Werft Anfang der 1980er Jahre in den Außenhafen wurde das Gelände durch die Stadt schrittweise in ein Kultur- und Freizeitzentrum umgebaut. Neben der Stadthalle ist auch das Theater auf der Werft sehenswert.

### Museen und Ausstellungen
- Papenburg bietet ein überregionales Ausstellungszentrum im Gut Altenkamp (Stadtteil Aschendorf), das Freilichtmuseum Von-Velen-Anlage[61] (Stadtteil Obenende) und das in Deutschland einmalige, interaktive Museum „Papenburger Zeitspeicher“ (Stadtteil Untenende). Außerdem gibt es ein Kino mit sechs Kinosälen.
- Die Von-Velen-Anlage zeigt mit lebensgroßen Bronzefiguren, alten Fehnhäusern sowie aus Torf gebauten Häusern bzw. Hütten, wie die ersten Siedler in Papenburg lebten. Sie ist nach dem Stadtgründer Dietrich von Velen benannt. Kernelement ist das um 1820 errichtete Papenbörger Hus.[62]
- Das Schifffahrtsfreilichtmuseum umfasst originalgetreue Nachbauten alter Papenburger Schiffe aus Holz, die fest verankert in den Kanälen im gesamten Stadtgebiet verteilt liegen, wie z. B. die Brigg „Friederike von Papenburg“ vor dem Rathaus, die allerdings am 2. Januar 2021 durch Brand beschädigt wurde. Die nachgebaute Schmack „Gesine von Papenburg“ ist fahrbereit, wird aber bei maritimen Festen in Papenburg dem Publikum in ihrem Heimathafen präsentiert. Im 18. Jahrhundert war Papenburg ein wichtiges Zentrum des Baus und des Betriebs von hölzernen Kuffen, Tjalken und Schmacken für die Küstenschifffahrt.
- Mit der Geschichte des Zweiten Weltkriegs im Emsland und der von den Nationalsozialisten eingerichteten Emslandlager beschäftigt sich das Dokumentations- und Informationszentrum.

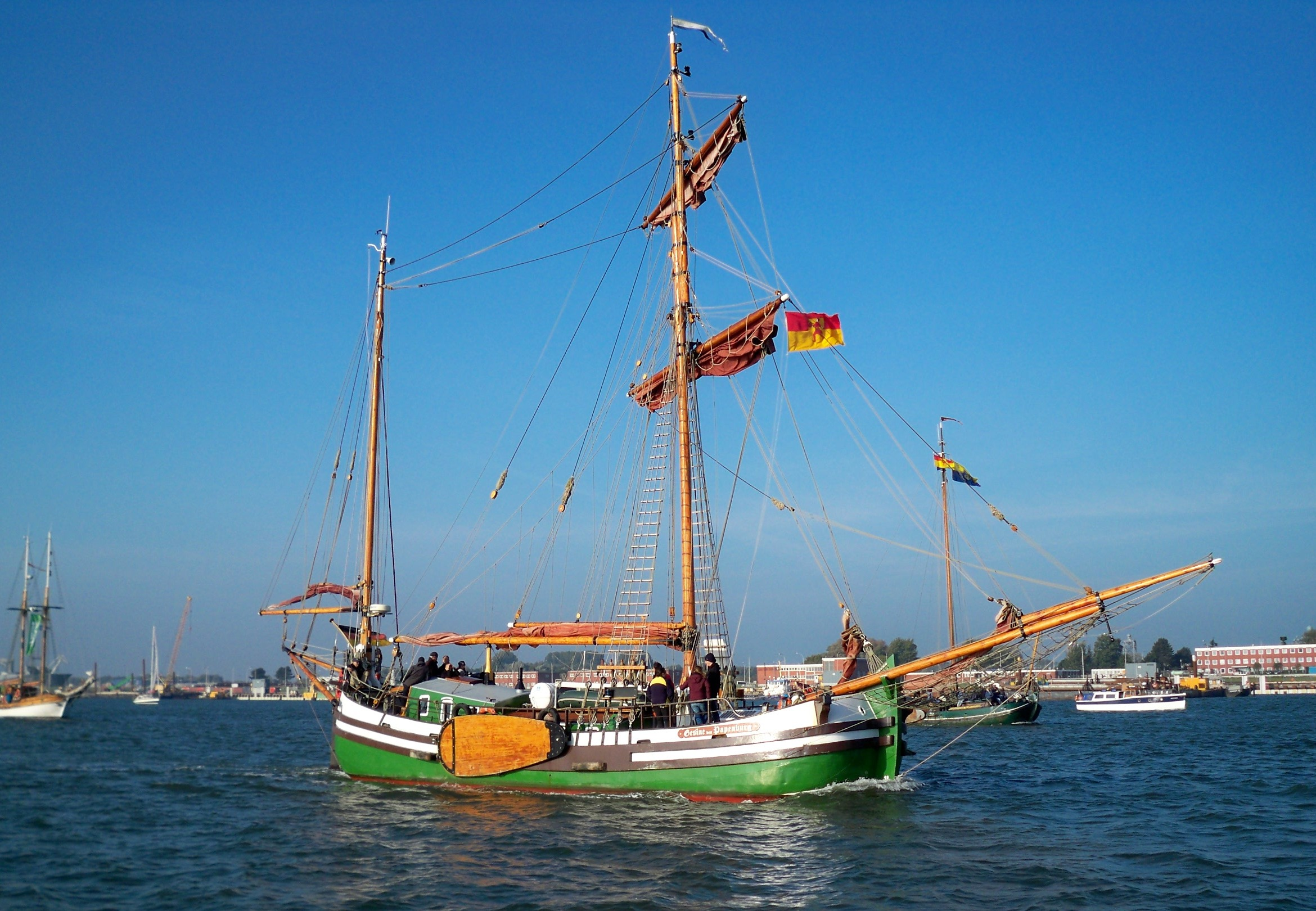
Friesische Schmack Gesine von Papenburg (1985)
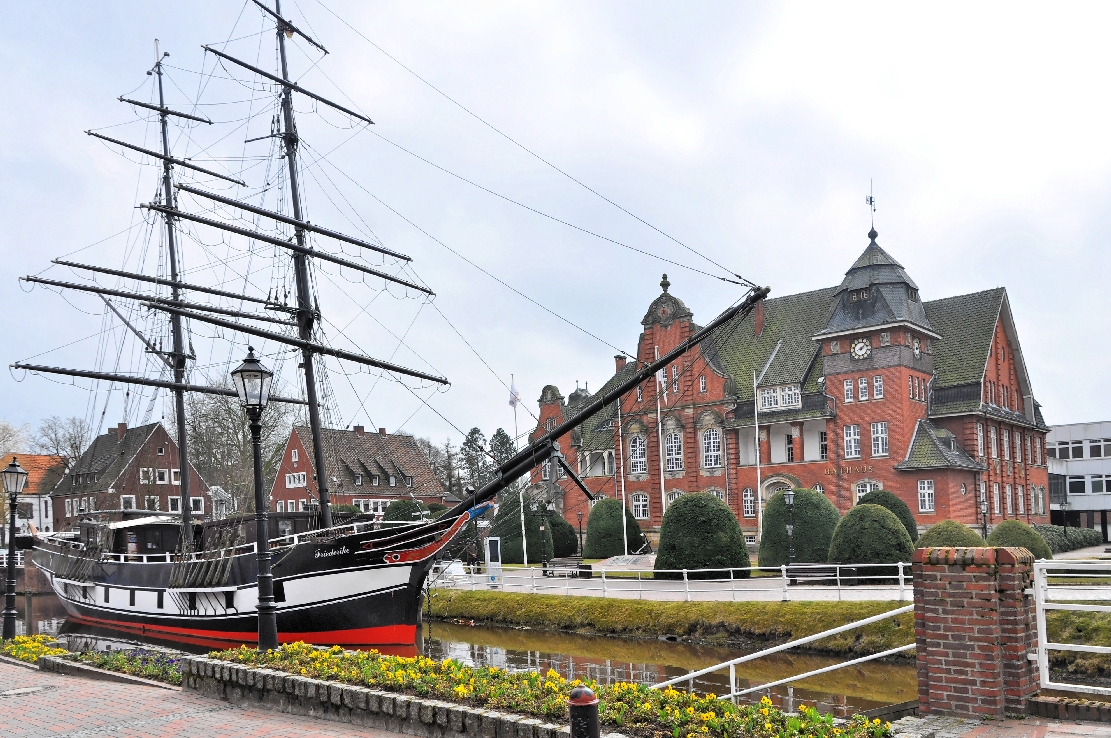
Brigg Friederike von Papenburg vor dem Rathaus
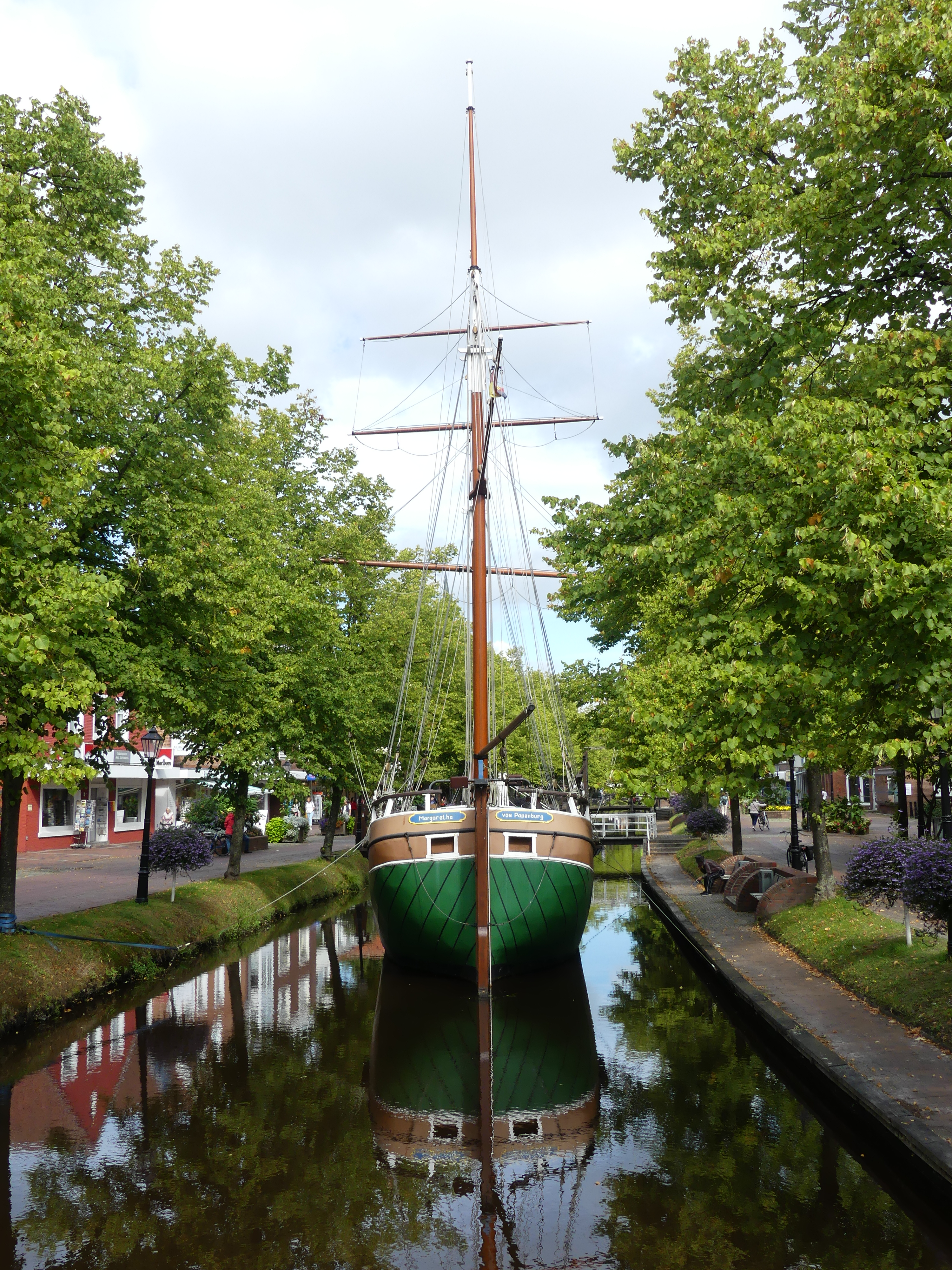
Kuff Margaretha von Papenburg (1981)
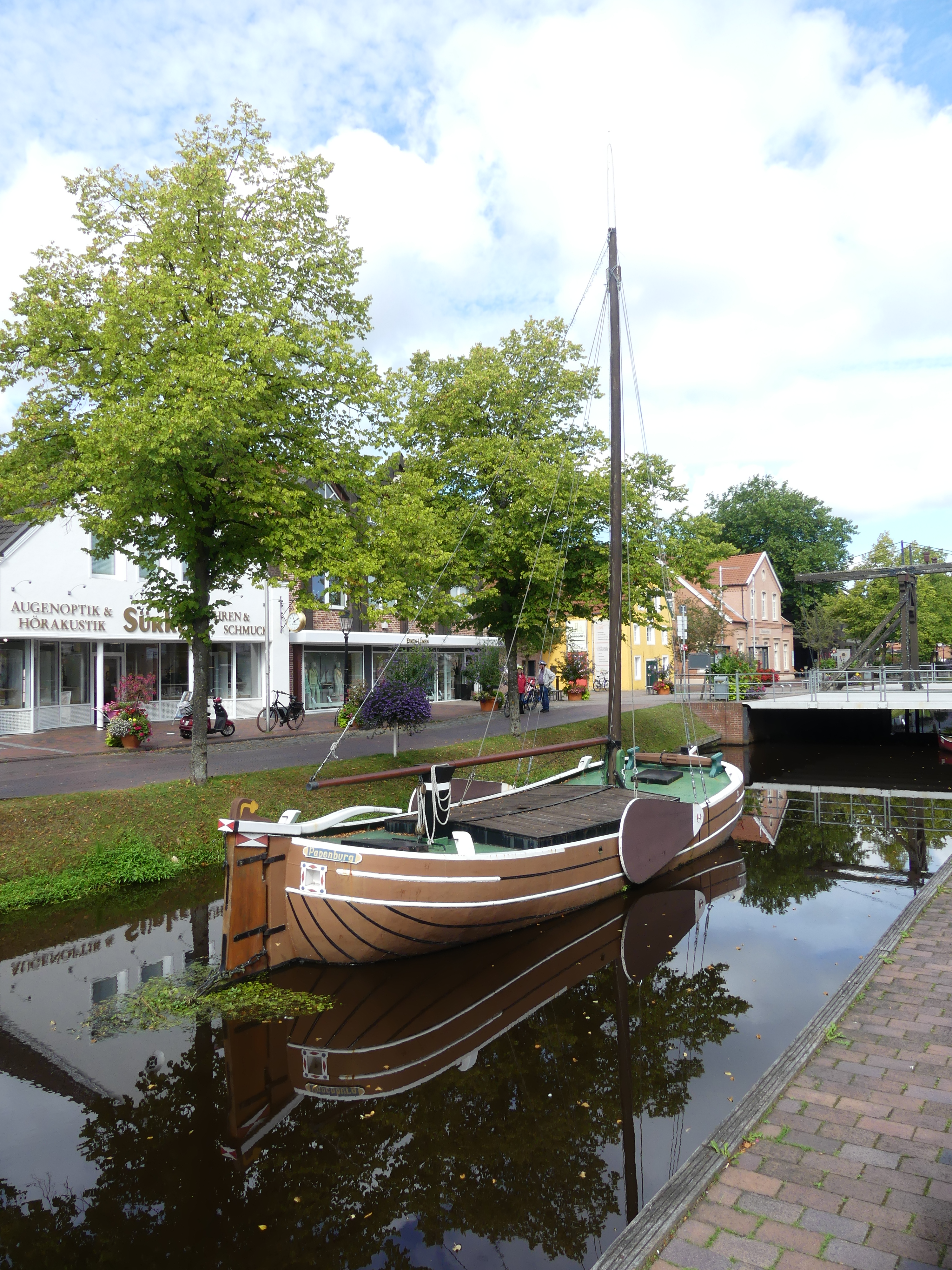
Friesische Tjalk Thekla von Papenburg (1978)
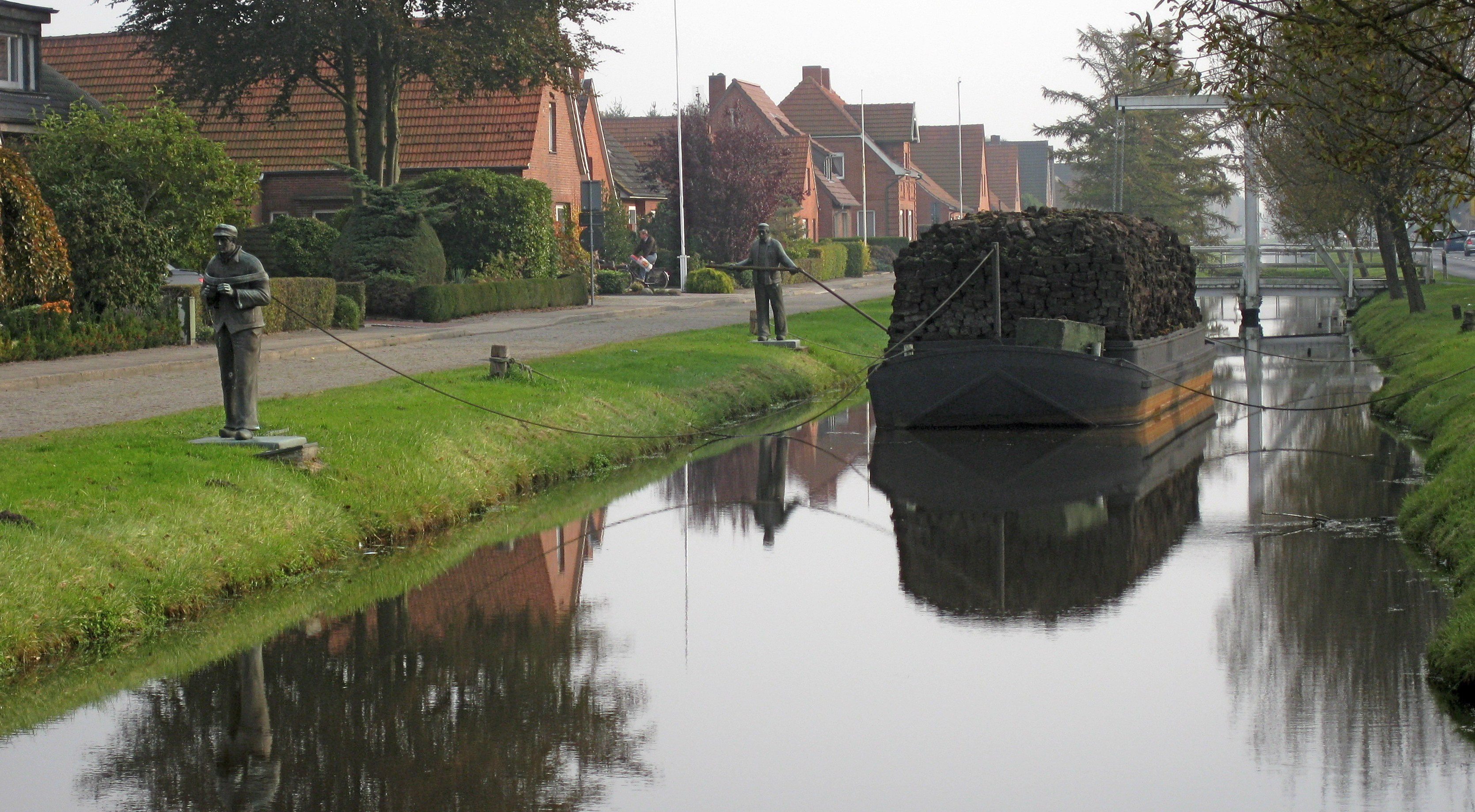
Treidelschiff am Splitting nahe der Von-Velen-Anlage

### Bauwerke und Sehenswürdigkeiten
- Papenburg besitzt eine an die Niederlande erinnernde Stadtanlage mit Kanälen und Klappbrücken und wird auch Venedig des Nordens genannt.
- Die röm.-kath. St.-Antonius-Kirche ist die Kirche der ältesten Gemeinde Papenburgs. Sie wurde von 1873 bis 1877 mit rund 12 Millionen Ziegelsteinen gebaut. Wegen des moorigen Untergrundes wurde dabei die Hälfte davon für das Fundament verwendet. Die Kirche ist nach Plänen des gebürtigen Papenburgers Alexander Behnes, seinerzeit Diözesanbaumeister des Bistums Osnabrück, im neugotischen Stil errichtet und innen mit reichhaltiger Wandmalerei versehen. Die Glasfenster in den Seitenschiffen stammen aus dem Jahr 1965 und gehen auf einen Entwurf von Schwester Erentrud Trost zurück.
- Die röm.-kath. St.-Michael-Kirche am Papenburger Obenende wurde zwischen 1908 und 1911 im Stil einer neoromanischen Basilika erbaut. Neben Wand- und Deckenmalereien ist das ewige Licht in Form eines vollständig getakelten Schiffes sehenswert.
- Der Alte Turm, das Wahrzeichen des Obenendes, befindet sich vor der St.-Michael-Kirche. Er ist dem Leuchtturm von Riga nachgebildet. Im hinteren Bereich des Turmes sieht man die Umrisse der früheren, alten Kirche, deren Kirchturm er einmal war.
- Die ev.-luth. Nikolaikirche wurde 1870 im neugotischen Stil erbaut.
- Das Papenbörger Hus, gegenüber der Von-Velen-Anlage, ist ein altes Kapitäns- und Ackerbürgerhaus. Der als „Papenburger Spezialität“ bekannte Buchweizenpfannkuchen wird hier serviert.
- Das Rathaus von Papenburg wurde im neobarocken Stil erbaut und 1913 eingeweiht. Der Sitzungssaal ist mit Fresken aus der Stadtgeschichte verziert. Sehenswert ist auch der gartenartig gestaltete Rathausvorplatz.
- Am Kanal „Wiek“ ist die Papenburger Bockwindmühle, einem der ältesten in Deutschland gebräuchlich gewesenen Mühlentypen, zu sehen. Sie ist die letzte ihrer Art im Emsland und eine der letzten Deutschlands. Zudem ist „Meyers Mühle“ am Hauptkanal von einer privaten Initiative zu einem kleinen Museum ausgebaut worden, dass sich durch den Verkauf von Backwaren finanziert.
- Ein beachtliches Bauwerk ist das größte überdachte Trockendock Europas, dessen noch immer genutzter Vorgänger jahrzehntelang als das größte überdachte Trockendock der Welt galt. Diese Schiffsfertigungshallen gehören zur Meyer Werft.
- Die in den 1630er Jahren errichtete Alte Drostei im Stadtzentrum gilt als ältestes Gebäude der Stadt.

Darüber hinaus befindet sich in Papenburg eine der weltweit größten herstellerunabhängigen Automobil-Teststrecken Europas. Bei der Automotive Testing Papenburg testen Hersteller von Personen- und Nutzfahrzeugen aus der ganzen Welt sowie deren Zulieferer ihre Produkte.
Das Baumdenkmal für die Deutsche Einheit mit drei vom Unternehmer Günther Fielmann gestifteten Bäumen befindet sich im Stadtpark. Es wurde am 3. Oktober 2015 anlässlich des 25. Jahrestages der deutschen Wiedervereinigung eingeweiht.

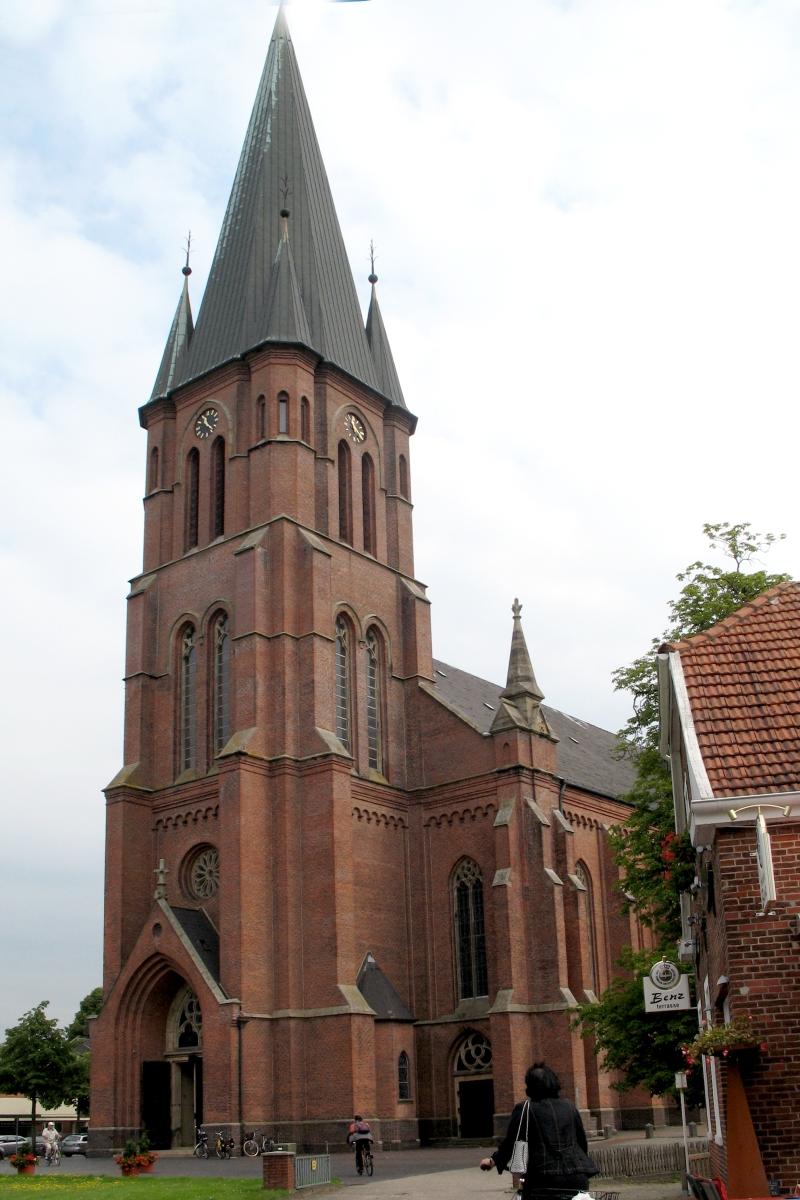
St.-Antonius-Kirche, Untenende
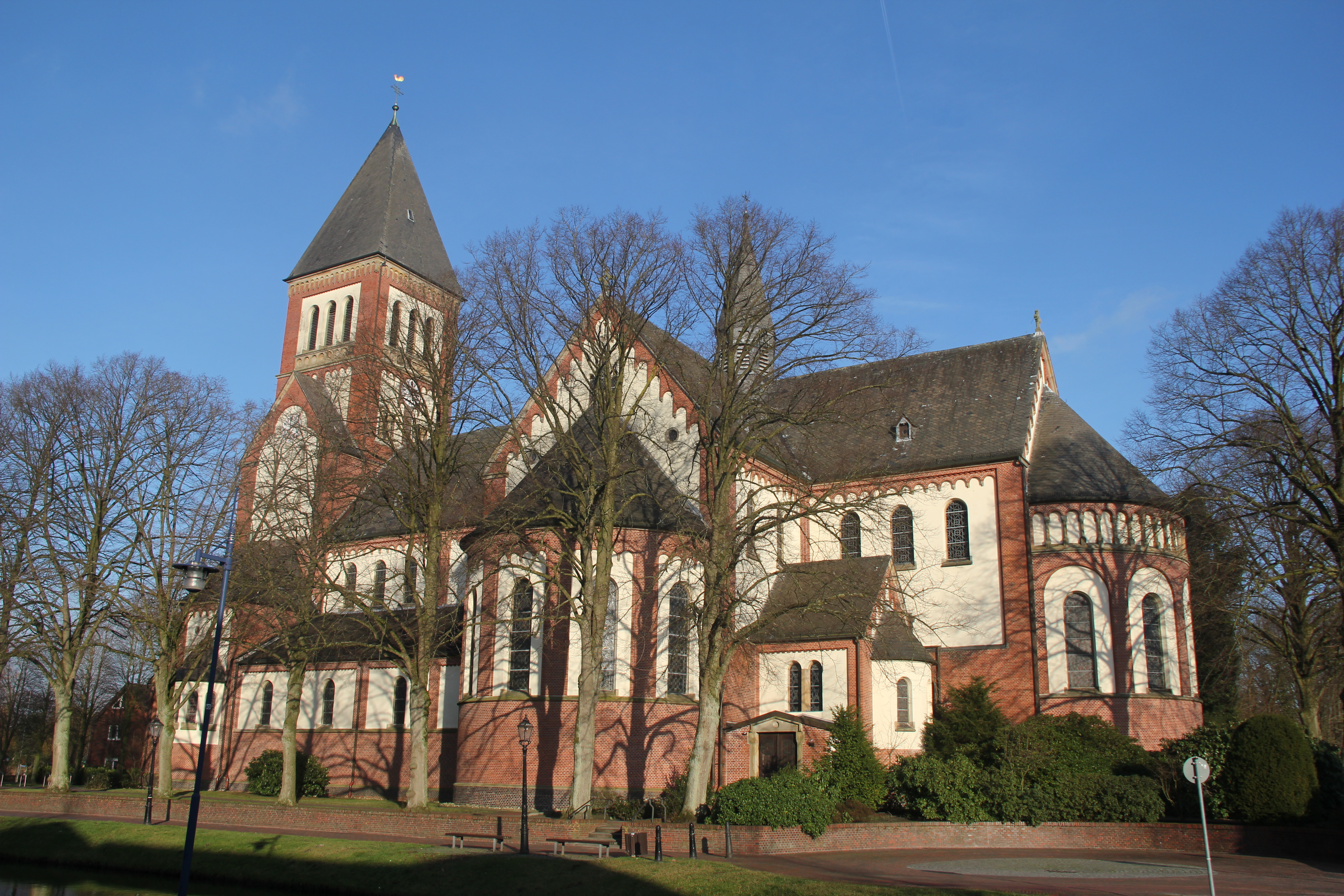
St.-Michael-Kirche, Obenende
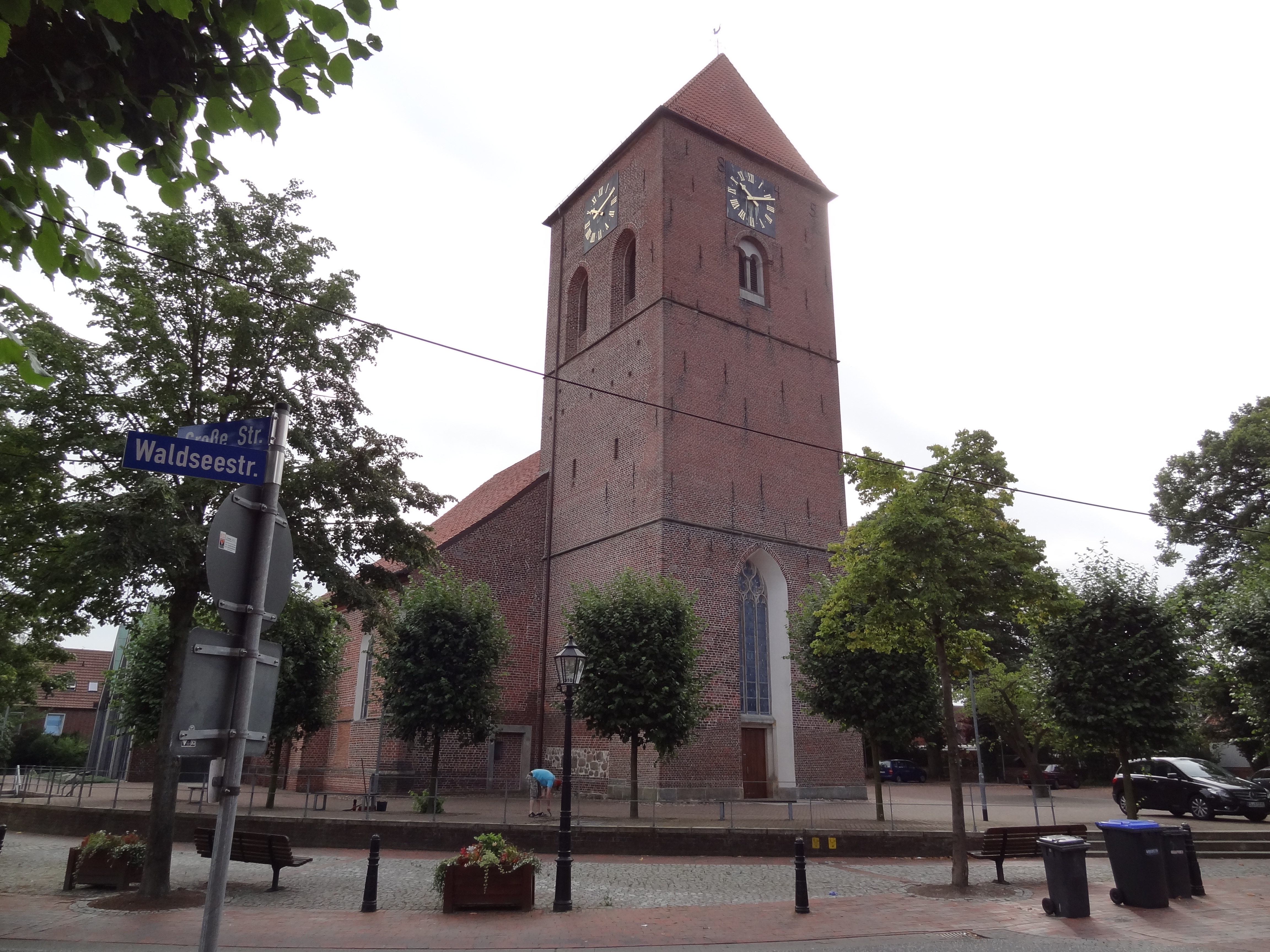
St.-Amandus-Kirche, Aschendorf
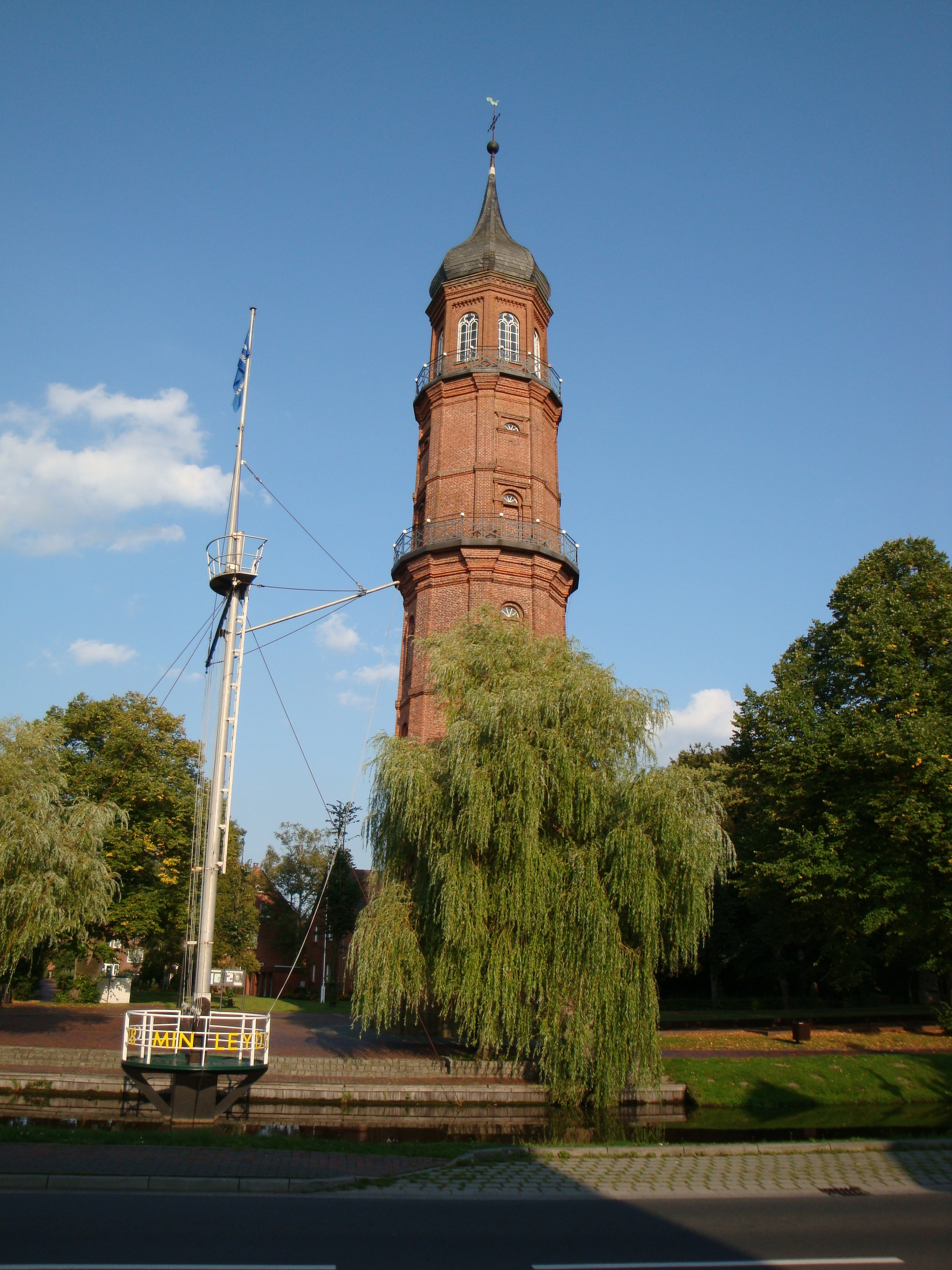
Der Alte Turm, Obenende

### Sport
In Papenburg gibt es zahlreiche Sportvereine. Darunter sind u. a. der Papenburger Ruderclub e. V. und die Segelvereine YC Papenburg und SV Turmkanal Papenburg. Im Stadtgebiet gibt es mit dem SC Blau-Weiß Papenburg 94 e. V. (hervorgegangen aus den Vereinen Germania Papenburg und Amisia 09 Papenburg), dem TuS Aschendorf e. V., dem DJK Eintracht Papenburg 1959 e. V. und dem SV Herbrum 1923 e. V. vier Fußballvereine. Der Golfclub Gutshof e. V. in Aschendorfermoor betreibt eine 18-Loch-Anlage. Des Weiteren gibt es mehrere (meist ortsteilsgebundene) traditionelle Schieß- und Schützenvereine für Luftpistolen, -gewehre und Bögen.
2021 hatte sich die Stadt als Host Town für die Gestaltung eines viertägigen Programms für eine internationale Delegation der Special Olympics World Summer Games 2023 in Berlin beworben. 2022 war die Stadt als Gastgeberin für die Special Olympics Bahamas mit 47 Athletinnen und Athleten ausgewählt worden. Damit wurde Papenburg Teil des größten kommunalen Inklusionsprojekts in der Geschichte der Bundesrepublik mit mehr als 200 Host Towns.
Durch Papenburg verläuft der europäische Fernwanderweg E9, der von Portugal bis zu den baltischen Staaten reicht.

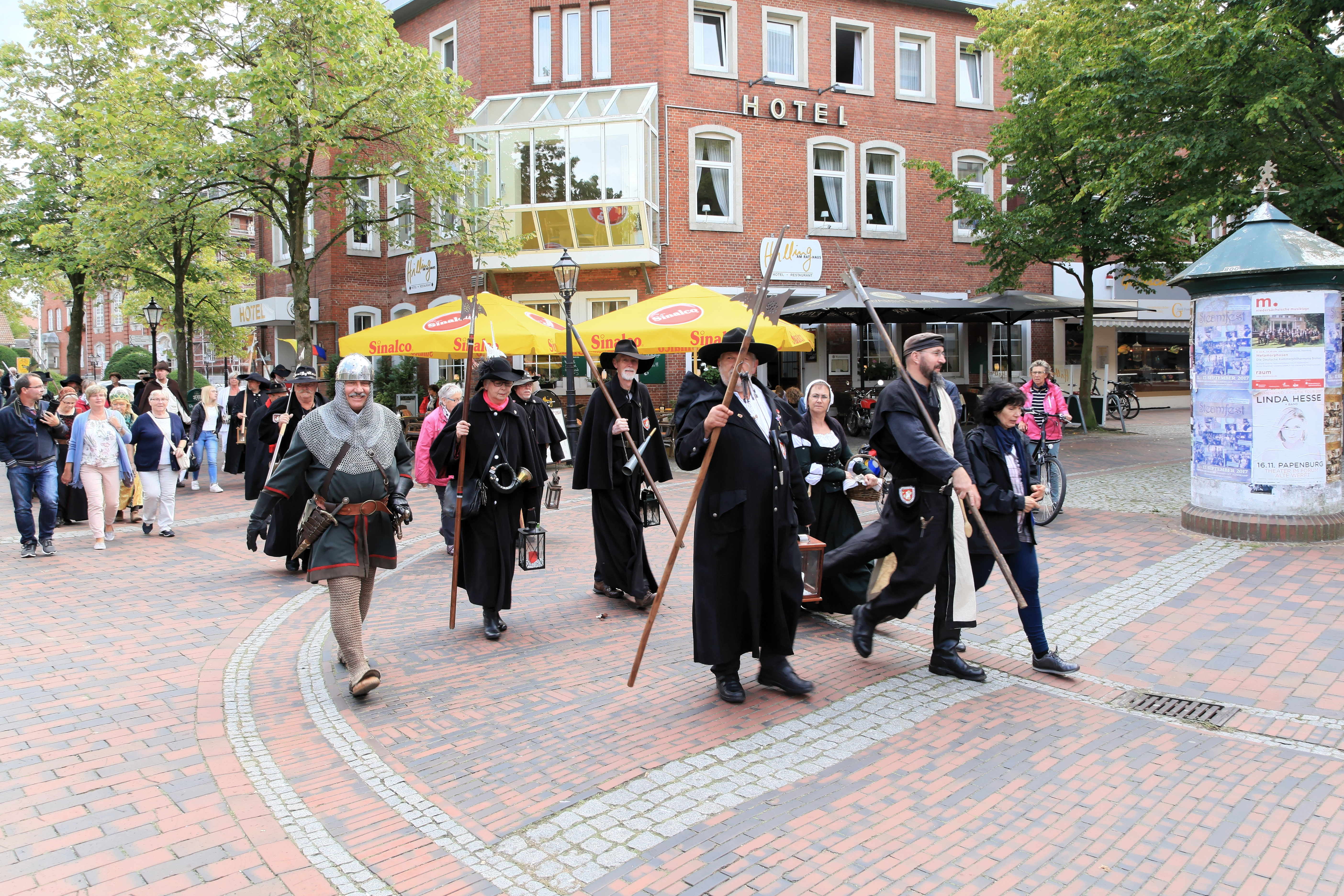
Mittelaltermarkt, 2017

### Regelmäßige Veranstaltungen

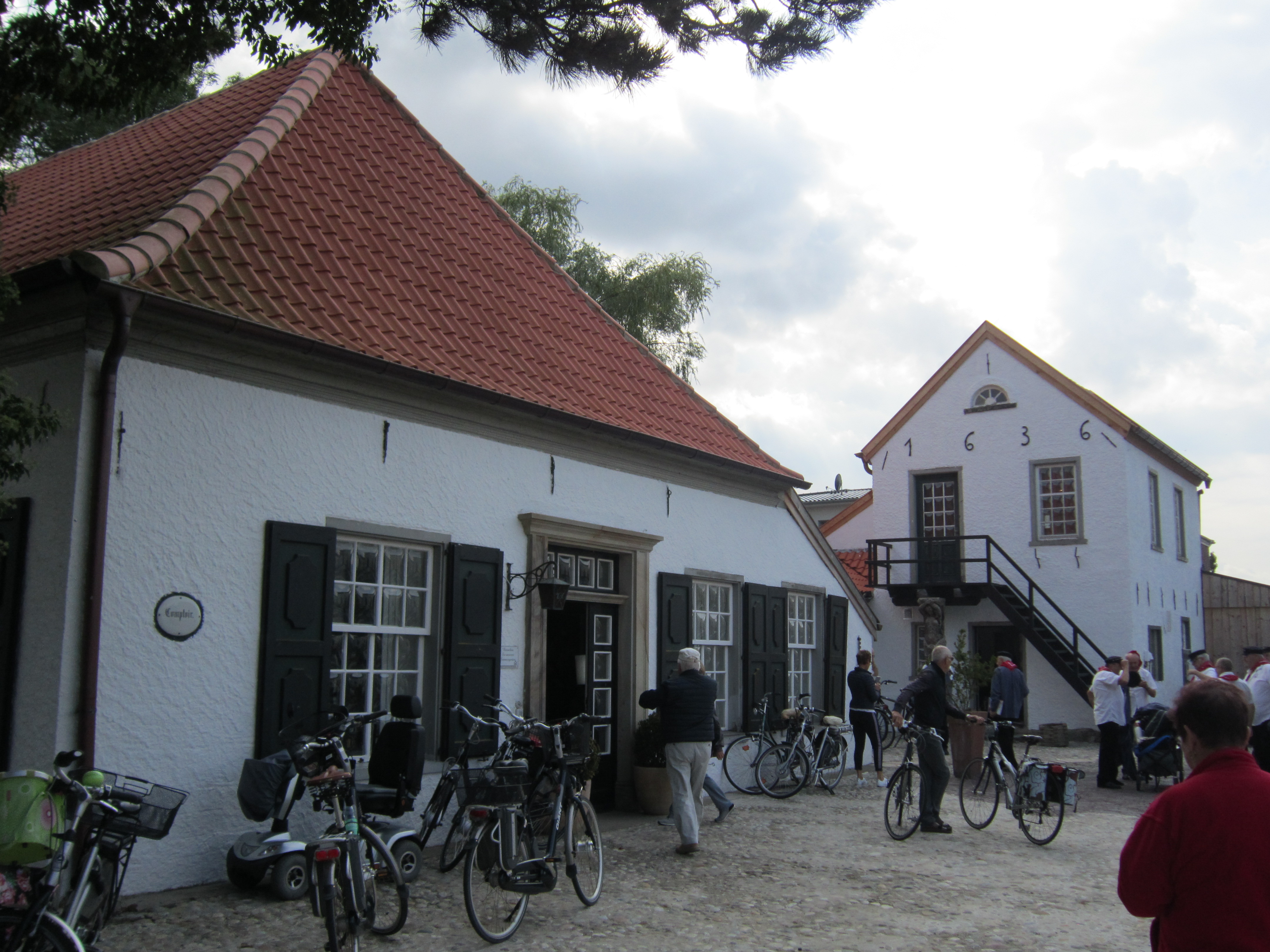
Besucher des Hafenfestes beim Heimatmuseum, 2018

- Fertiggestellte Schiffsneubauten der Meyer-Werft werden nach dem Ausdocken und vor der Emsüberführung, zumeist zwei Wochen lang, dem interessierten Publikum im Hafenbecken vor der Werft präsentiert. Vor der Kulisse ausgedockter Kreuzfahrtschiffe werden seit 2009 „NDR 2 Papenburg Festivals“ mit mehreren Zehntausend Zuschauern veranstaltet.
- Alljährlich veranstaltet die Kaufmannschaft Unterende im Juni ein Stadtfest als Vereinsfest der Bürger für die Bürger.
- In den Jahren mit ungerader Jahreszahl finden seit 2011 Anfang September Mittelalter-Märkte am Hauptkanal statt.[67]
- In den Jahren mit gerader Jahreszahl werden in den Gewässern der Innenstadt Anfang September Hafenfeste durchgeführt.

## Wirtschaft und Infrastruktur
Papenburg ist ein Mittelzentrum. Die Wirtschaft Papenburgs ist hauptsächlich industriell geprägt. Wichtigste Wirtschaftszweige sind Schiffbau (siehe auch Schiffbau in Ostfriesland und Papenburg), Automobilzulieferung, Tourismus. Weitere Wirtschaftszweige sind die Textilindustrie, Gartenbau, Kraftfahrzeugprüfung.

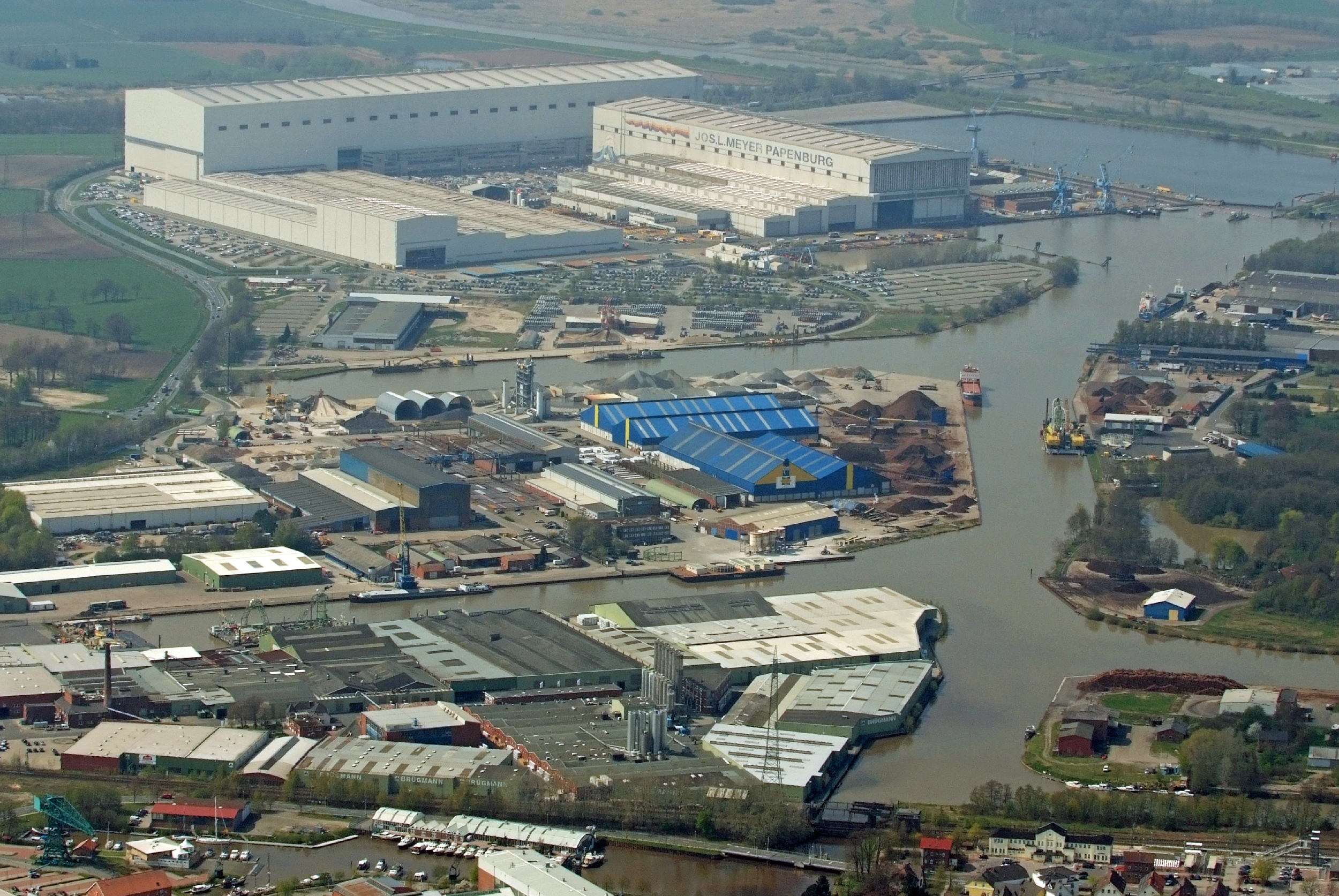
Luftbild der Papenburger Hafenanlagen mit den großen Hallen der Meyer-Werft

Papenburgs Gewerbe und Industrie ist folgendermaßen eingeteilt:
- Gewerbe- und Industriegebiet Nord
- Industriegebiet Süd
- Gewerbe- und Industriegebiet Deverhafen
- Gewerbegebiet Von-Herz-Straße
- Gewerbegebiet Gutshofstraße
- Gewerbegebiet Flachsmeerstraße
- Gewerbegebiet Rheder Straße
- Gewerbegebiet Am Prüfgelände
- Gewerbegebiet Nienhauser Bogen

In diesen Gewerbe- und Industriegebieten sind u. a. folgende Firmen angesiedelt:
Meyer Werft, KS Gleitlager, ATP Automotive Testing Papenburg, Gartenbauzentrale Papenburg, Johann Bunte Bauunternehmung, Salamander Industrie-Produkte, EEV BioEnergie GmbH & Co. KG (Biomasseheizkraftwerk), EMS Precab, Emsland Paneele, sowie weitere mittlere und größere Industrie- und Gewerbebetriebe.
Wegen der maritimen Ausrichtung der Wirtschaft ist Papenburg im Gegensatz zum restlichen Emsland dem Kammerbezirk der IHK Emden zugewiesen. Dementsprechend lautet der offizielle Name der Kammer Industrie- und Handelskammer für Ostfriesland und Papenburg.
Zur Erweiterung des Gewerbegebietes Bokeler Bogen wird bis 2026 die Kreisstraße 158 für schätzungsweise 28 Mio. Euro verlegt. Bis zur Fertigstellung wird das Gelände der Meyer Werft, welches sich mit der Errichtung des neuen Logistikzentrums nun auf beide Seiten der Straße erstreckt, zerteilt. Auch wird die Fahrbahn von 6,50 auf 8 Meter verbreitert. Bei den Arbeiten sollen zudem Unfallschwerpunkte – Kreuzung Bokeler Straße Industriehafen Süd, sowie Zufahrten zur Meyer Werft (Tor 1 und Tor 5/6) – beseitigt werden. Hier ereigneten sich in den vergangenen drei Jahren insgesamt 41 Unfälle mit 25 Verletzten, 4 davon schwer. Sie gilt als eine der gefährlichsten Straßen Niedersachsens. Der Schichtwechsel auf der Meyer Werft sorgt häufig zu intensiven Stoßzeiten und lange Wartezeiten, insbesondere seit die Emsbrücke nur noch einspurig nutzbar ist. Ferner wird hierauf auf die prognostizierten 20.000 Fahrzeuge pro Tag (2030), sowie auf die gewerbliche Weiterentwicklung des Hafens reagiert. Rund 1000 Bäume müssen gefällt werden. Eine Verlegung war bereits Ende der 1990er Jahre erfolgt.

### Medien
In Papenburg erscheint die Ems-Zeitung, die ein Kopfblatt der Neuen Osnabrücker Zeitung und einzige lokale Tageszeitung vor Ort ist. Weiterhin liegt Papenburg im Verbreitungsgebiet mehrerer wöchentlich erscheinender Anzeigenblätter wie dem Wecker (Zeitungsgruppe Ostfriesland), dem Sonntags-Report und dem EL-Kurier.

### Verkehr

#### Autobahnen/Fernstraßen
Papenburg ist durch die A 31 an das Autobahnnetz angeschlossen. Anschlussstellen befinden sich in der Nachbargemeinde Rhede, und in der Stadt Weener. Zudem führt die B 70 durch die Stadt in Richtung Leer bzw. Meppen. Die B 401 ist in wenigen Minuten über Surwold erreichbar. Eine Umgehung von Surwold ist geplant.

#### Eisenbahnverkehr

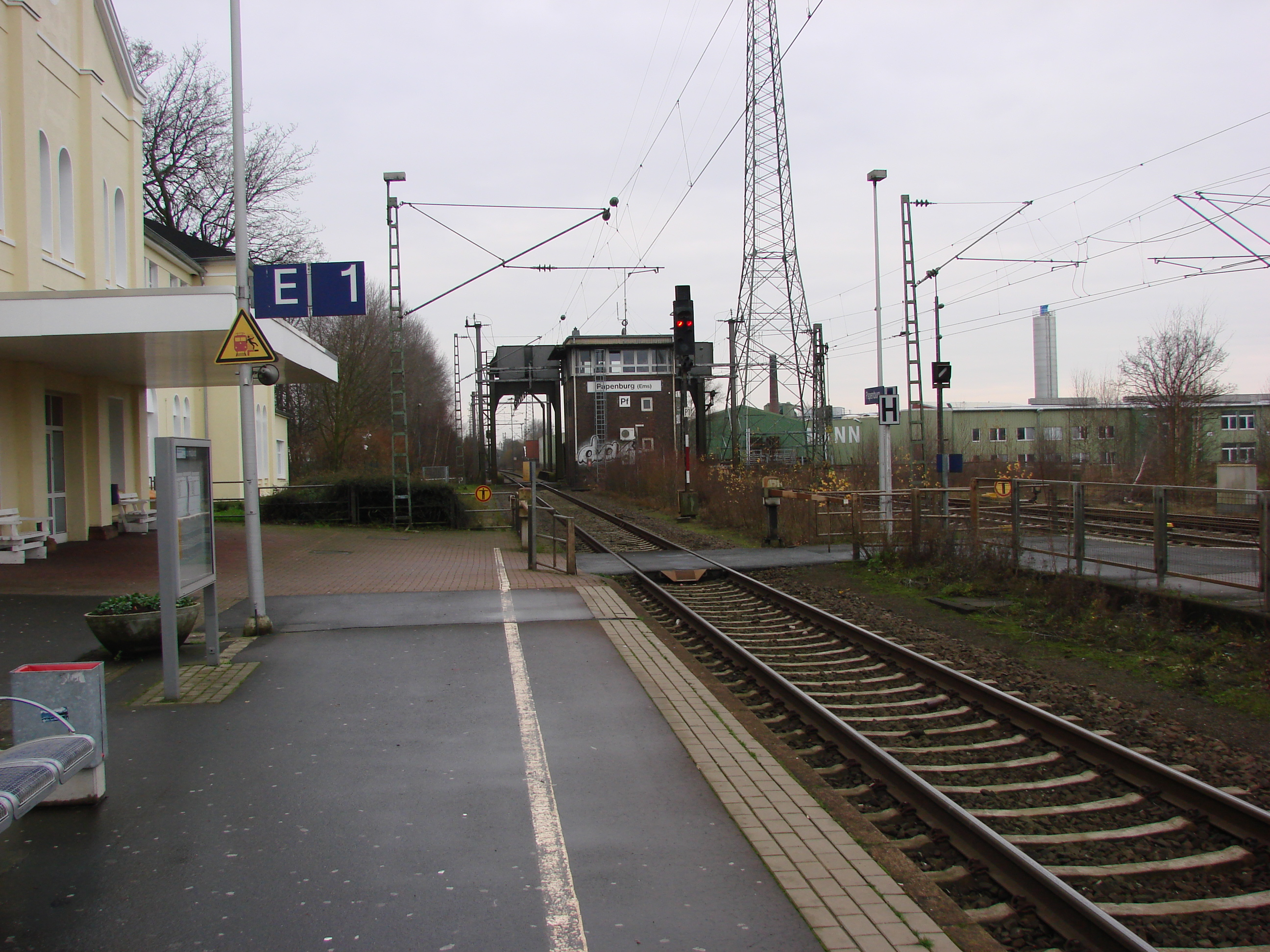
Bahnhof Papenburg

An den Bahnhöfen Papenburg (Ems) und Aschendorf, die an der Emslandstrecke liegen, hält stündlich der RE15 Münster–Emden (Emsland-Express) der Westfalenbahn. Zudem bedienen Papenburg zweistündlich IC der Linie 35 von Norddeich Mole in Richtung Köln.
| Linie | Strecke | Taktfrequenz | Betreiber      |
| ----- | --- | ------------ | -------------- |
| IC 35 | Norddeich Mole – Emden Hbf – Leer (Ostfriesl) – Papenburg (Ems) – Münster (Westf) – Gelsenkirchen – Oberhausen – Duisburg – Düsseldorf – Köln (– Bonn – Koblenz) | 120 min      | DB Fernverkehr |
| RE 15 | Emsland-Express: (Emden Außenhafen –) (nur bei Schiffsverkehr) Emden Hbf – Leer (Ostfriesl) – Papenburg (Ems) – Aschendorf – Dörpen – Lathen – Haren (Ems) – Meppen – Geeste – Lingen (Ems) – Leschede – Salzbergen – Rheine – (Rheine-Mesum –)* Emsdetten – (Reckenfeld –)* Greven (← (Münster Zentrum Nord –)* Münster (Westf) Hbf * nur einzelne Züge Stand: Fahrplanwechsel Dezember 2023 | 60 min       | WestfalenBahn  |

Vom bzw. zum Seehafen Papenburg wurden 2013 mit der Eisenbahn Güter mit einem Gewicht von 351.356 t (2012: 411.306 t) befördert.

#### Busverkehr
Der öffentliche Nahverkehr in Papenburg setzt sich aus sieben Stadtlinien und diversen Regionallinien zusammen. Betreiber sind private Busunternehmen. Das größte von ihnen, Leda Bus GmbH & Co. KG (vorm. FischerBus), betreibt alle Stadtlinien sowie fast alle Regionallinien. Teilweise setzt das Unternehmen Subunternehmen ein.
Stadtbuslinien verbinden die Stadtteile Obenende, Kapitäns Siedlung und Aschendorf mit dem Untenende und dem Papenburger Bahnhof.
Zum Einsatz kommen auch Hochflurfahrzeuge verschiedener Typen. Grund hierfür ist die Auslegung des Fahrplans auf den Schulverkehr. In der Nebenverkehrszeit verkehren auch Niederflurfahrzeuge vom Typ Sprinter.
Die Nutzung der Busse ist aufgrund der hohen Motorisierung im gesamten Emsland eher gering. Ab 2011 gab es seitens der Unabhängigen Wählergemeinschaft Papenburg e. V. (UWG) Bemühungen, den Stadtbusverkehr durch politisches Engagement zu stärken. Aus diesem Engagement ist das PapenburgBUS-Konzept entstanden.

#### Radverkehr
Durch das Stadtgebiet führen:
- Der Emsradweg, er beginnt an der Ems-Quelle in der Ortschaft Schloß Holte-Stukenbrock am Rande des Teutoburger Waldes und folgt der Ems über eine Strecke von 375 Kilometern.
- Die Emsland-Route, ein 300 Kilometer langer Rundkurs zwischen Rheine und Papenburg.
- Die Deutsche Fehnroute ist ein 165 Kilometer langer Rundkurs durch Ostfriesland und das Emsland. Namensgebend sind die in dieser Gegend häufigen Fehnsiedlungen.

#### Flugverkehr
In Leers nördlichem Stadtteil Nüttermoor liegt der Flugplatz Leer-Papenburg. Im Stadtteil Herbrum liegt das Segelfluggelände Alte Ems bei Herbrum.

#### Schifffahrt
Papenburg besitzt durch die Lage an der Ems den südlichsten Seehafen Deutschlands sowie zwei Yachthäfen.
Papenburg verfügt über einen Dockhafen für See- (Küstenmotorschiffe) und Binnenschiffe, der durch eine über hundert Jahre alte Schleuse von der den Gezeiten unterliegenden Unterems geschützt ist. Hier werden vor allem Massengut wie Kies, Torf und Holz, aber auch Stahl- und Maschinenteile umgeschlagen. Seit 2019 wird die Seeschleuse erneuert.
Der Gesamtgüterumschlag der See- und Binnenschifffahrt im Hafen Papenburg lag im Jahr 2013 bei 727.818 t (584.786 t im Seeverkehr bei 235 Seeschiffsanläufen, 143.032 t bei der Binnenschifffahrt). Im Jahr 2012 waren es noch 794.980 t (603.618 t im Seeverkehr bei 220 Seeschiffsanläufen, 191.362 t bei der Binnenschifffahrt). 2015 wurden im Seeverkehr 586.827 t umgeschlagen. Der Seegüterumschlag ging 2016 auf 559.976 t weiter zurück, der Umschlag bei der Binnenschifffahrt stieg um 22 % auf 136.946 t. 2017 lag der Güterumschlag bei den Seeschiffen bei 647.217 t, bei den Binnenschiffen bei 205.241 t. 2020 betrug der Seegüterumschlag 647.719 t.

### Feuerwehr

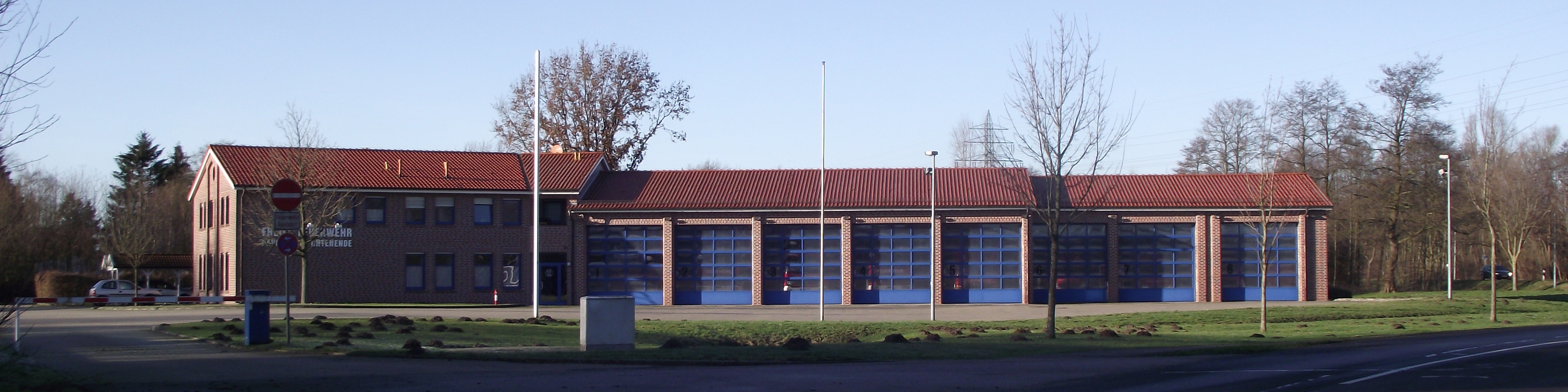
Freiwillige Feuerwehr Papenburg-Untenende

Der Brandschutz und die allgemeine Hilfe werden durch die Freiwillige Feuerwehr Papenburg mit den folgenden Ortsfeuerwehren gewährleistet:
- Ortsfeuerwehr Papenburg-Untenende (Schwerpunktfeuerwehr)
- Ortsfeuerwehr Papenburg-Obenende (Stützpunktfeuerwehr)
- Ortsfeuerwehr Papenburg-Aschendorf (Stützpunktfeuerwehr)

Neben den Bundesstraßen 70 und 401 liegen auch Landesstraßen im Papenburger Stadtgebiet. Neben den Einsatzschwerpunkt bei Verkehrsunfällen gibt es in Papenburg Industrie- und Gewerbebetriebe vor allem innerhalb der Industrie- und Gewerbegebiete, die den zweiten großen Einsatzschwerpunkt kennzeichnen. Neben der Meyer-Werft besteht auch das Biomasse-Heizkraftwerk, auf dessen Gelände große Holzmengen lagern, die eine erhebliche Brandlast darstellen. Der Gerätewagen Gefahrgut der Feuerwehr Untenende ist für das gesamte nördliche Emsland zuständig und somit überörtlich tätig. Zudem ist am Standort Obenende ein Gerätewagen Wasserrettung sowie ein Rettungsboot stationiert, um Einsätze auf und im Wasser zu bewältigen.
Die Papenburger Feuerwehren absolvieren bis zu 250 Einsätze pro Jahr.

## Persönlichkeiten

### Söhne und Töchter der Stadt
- Gottfried Wilhelm Bueren (1801–1859), Stadtsyndikus und Liederdichter
- Alexander Behnes (1843–1924), Architekt, Dom- und Diözesanbaumeister in Osnabrück
- Joseph Lambert Meyer (1846–1920), Werftbesitzer
- Enno Russell (1869–1949), Bankjurist
- Lambert Brockmann (1875–1947), Politiker
- Hermann Lange (1878–1936), Jesuit
- Hermann Niehoff (1897–1980), General der Wehrmacht
- Paul Wolters (1913–1998), Architekt, Leiter des Staatshochbauamtes Hannover
- Werner Remmers (1930–2011), Volkswirt und Politiker (ehem. Niedersächsischer Kultus- und Umweltminister)
- Walter Remmers (1933–2018), Politiker (CDU), ehem. Justiz- und Innenminister in Sachsen-Anhalt und Niedersachsen
- Hermann-Josef Bunte (* 1941), Rechtswissenschaftler und Kunstsammler
- Hermann Krallmann (* 1945), Hochschullehrer des Fachgebiets Systemanalyse und EDV in der Fakultät IV Elektrotechnik und Informatik an der Technischen Universität Berlin
- Hans-Carl Jongebloed (* 1946), Professor für Berufs- und Wirtschaftspädagogik an der Christian-Albrechts-Universität zu Kiel
- Bernard Meyer (* 1948), Ingenieur und Unternehmer
- Fritz Stefens (* 1948), Fußballtorwart
- Karl Puls-Janssen (* 1955 in Aschendorf), Politiker (Grüne), Mitglied des Niedersächsischen Landtages
- Holger Altmeppen (* 1957), deutscher Jurist und Hochschullehrer an der Universität Passau
- Helmut Krumminga (* 1961), Rock-Gitarrist
- Helmut Hillebrand (* 1966), Biologe und Hochschullehrer an der Universität Oldenburg
- Olaf Kramer (* 1970), Rhetoriker und Literaturwissenschaftler
- Stephan A. Jansen (* 1971), Wirtschaftswissenschaftler; Hochschullehrer und Präsident der Zeppelin Universität in Friedrichshafen
- Felix Rehbock, OMI (* 1971), katholischer Ordenspriester und Provinzial der mitteleuropäischen Provinz der Oblaten
- Ansgar Ahlers (* 1975), Regisseur, Drehbuchautor und Filmproduzent
- Torsten Bewernitz (* 1975), Politologe und Gewerkschafter
- Oliver Polak (* 1976), Komiker und Autor
- Noah Kruth (* 2003), Fußballtorwart

### Persönlichkeiten, die in dieser Stadt gewirkt haben
- Carl Hettlage (1874–1935), Politiker, 1906–1911 Bürgermeister von Papenburg
- Felix Graf von Luckner (1881–1966), Seeoffizier, Kaperfahrer und Schriftsteller, erlangte 1907 das Kapitänspatent an der Seefahrtschule Papenburg
- Helmut Heißenbüttel (1921–1996), Schriftsteller, lebte 1932 bis 1940 in Papenburg
- Rudolf Seiters (* 1937), Politiker (CDU), ehemaliger Bundesinnenminister, wohnt in Papenburg
- Hermann Vinke (* 1940 in Rhede), Rundfunkjournalist und Sachbuchautor; absolvierte ein Volontariat bei der Papenbuger Ems-Zeitung
- Gerhard Kromschröder (* 1941 in Frankfurt am Main), Journalist und Fotograf; von 1963 bis 1967 Lokalredakteur in Lingen und bei der Ems-Zeitung in Papenburg
- Hans-Michael Goldmann (1946–2023), Politiker (FDP), Fraktionsvorsitzender und Ratsherr der Stadt Papenburg
- Peter Raske (* 1949), als Politiker (SPD) in Papenburg tätig
- Heiner Altmeppen (* 1951), Maler und Grafiker, aufgewachsen in Papenburg, malte die „Papenburger Landschaften“
- Klaus-Uwe Nommensen (* 1952), Theologe, Autor, Publizist und Gemeindepfarrer in Papenburg
- Horst Bösing (* 1954), Komponist und Musikproduzent aus Aschendorf, ging in Papenburg auf das Gymnasium
- Susanne Brandt (* 1964), Bibliothekarin in Papenburg, Liedermacherin, Autorin und Herausgeberin
- Key Pousttchi (* 1970), erster deutscher Hochschullehrer für Wirtschaftsinformatik und Digitalisierung, Universität Potsdam, wuchs in Papenburg auf